# Brock Lesnar
Brock Edward Lesnar (Webster, Dakota del Sur; 12 de julio de 1977) es un exjugador de fútbol americano, artista marcial mixto, luchador profesional y luchador de lucha libre olímpica amateur estadounidense. Dentro de sus logros, está el haber sido doce veces Campeón Mundial tras haber sido una vez Campeón Peso Pesado de la IWGP, siete veces Campeón de la WWE, tres veces Campeón Universal de la WWE, y una vez Campeón Mundial de Peso Pesado de la UFC, haciéndole el primer (y hasta la fecha) atleta varón que ganó los campeonatos principales tanto en la lucha libre profesional como en las artes marciales mixtas. Además, fue tres veces Campeón Sureño en Parejas de la OVW con Shelton Benjamin y fue ganador del Money in the Bank 2019. 
Asimismo, Lesnar fue el luchador que rompió la racha de The Undertaker en WrestleMania XXX (21-1) el 6 de abril de 2014, en lo que fue el resultado más sorprendente en la historia del PPV. Ente otras marcas que Lesnar consiguió a lo largo de su carrera, está el haber sido el Campeón de WWE más joven de la historia (su primer reinado como campeón fue a sus 25 años de edad) y apenas cinco meses después de hacer su debut en el roster principal; ser el luchador con mayor número de victorias (9) en el evento SummerSlam; y el único deportista en aparecer en videojuegos de tres deportes distintos. En la mayor parte de su carrera en la lucha libre profesional, Lesnar ha tenido una colaboración en pantalla con el mánager Paul Heyman. 
Ha encabezado numerosos eventos pago por visión para WWE, incluyendo WrestleMania XIX, WrestleMania 31, WrestleMania 34, WrestleMania 36 noche 2 y WrestleMania 38 noche 2. Él y Roman Reigns, quienes protagonizaron una intensa rivalidad en la década de 2010, son los únicos luchadores que se enfrentaron entre sí en el llamado «evento principal» («main event» en inglés) de WrestleMania tres veces; todas por un título mundial en disputa.
En 2015, ESPN publicó un artículo en el que llamó a Lesnar «el atleta más consagrado de la historia de la lucha libre».

## Primeros años
Brock Edward Lesnar nació el 12 de julio de 1977 en Webster, Dakota del Sur. Hijo de Stephanie y Richard Lesnar, creció en la granja lechera de sus padres en Webster. Es de ascendencia alemana y polaca; tiene dos hermanos mayores llamados Troy y Chad, y una hermana menor llamada Brandi. A los 17 años, Lesnar se unió a la Guardia Nacional del Ejército y fue asignado a un trabajo de oficina después de que su daltonismo rojo-verde se considerara «peligroso para su deseo de trabajar con explosivos». Fue despedido después de fallar una prueba de mecanografía por computadora y más tarde trabajó para una empresa de construcción.

## Carrera en la lucha libre y lucha libre profesional

### Inicios
Brock Lesnar se formó como luchador en la Webster High School en Webster, Dakota del Sur, en la cual durante su último año consiguió un récord de 45-5. Más tarde acudió a la Universidad de Minnesota, en la cual tuvo como asistente a otro luchador profesional, Shelton Benjamin. En el 2000 Lesnar ganó el National Collegiate Athletic Association de lucha de los Pesos Pesados. Previamente formó parte de los Minnesota Golden Gophers, luchando también en el Bismarck State College. Cabe destacar también el Campeonato de los Pesos Pesados de la NCAA que consiguió en 2002.
Brock Lesnar firmó con la World Wrestling Federation en el 2000, y fue trasladado a la Ohio Valley Wrestling (OVW), donde hizo equipo con Shelton Benjamin, con quien ganó el Campeonato Sureño por Parejas de la OVW en tres ocasiones. En 2001 y 2002 luchó en varios dark matches antes de ser llamado al roster principal.

### World Wrestling Federation / Entertainment (2002–2004)

#### The Next Big Thing (2002–2003)
Lesnar hizo su debut el Raw siguiente de WrestleMania X8, el 18 de marzo de 2002, atacando a Al Snow, Maven y Spike Dudley. Durante el ataque, Lesnar fue acompañado por Paul Heyman, quien se estableció como su mánager. Poco después, Brock fue enviado Raw debido al Brand Extension. Más tarde, se confirmó que Heyman era el agente de Lesnar y le dio a Lesnar el apodo de "The Next Big Thing". Su primer feudo fue con The Hardy Boyz. En Backlash, Lesnar derrotó a Jeff Hardy tras dejarlo inconsciente. La noche siguiente en Raw, Lesnar se enfrentó al hermano de Jeff Hardy, Matt, y lo derrotó en la misma forma. En Insurrextion, Lesnar y Shawn Stasiak fueron derrotados por The Hardy Boyz en un combate por parejas, y finalmente en Judgment Day, Lesnar y Heyman derrotaron a The Hardy Boyz en la revancha.

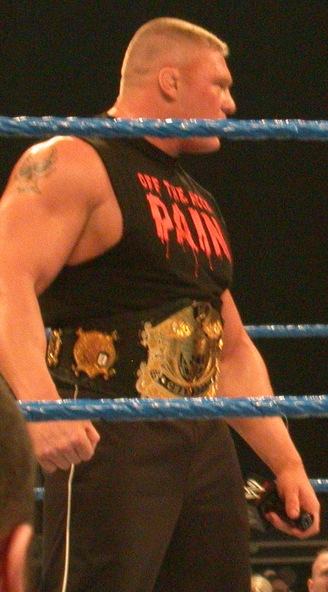
Lesnar durante su primer reinado como Campeón (Mundial Peso Pesado) de la WWE.

En junio de 2002, Lesnar ganó el torneo King of the Ring, derrotando a Rob Van Dam en la ronda final, y obteniendo además una lucha por el Campeonato Indiscutido de la WWE en SummerSlam. Su rivalidad con Van Dam continuó debido a su ataque a traición, volviéndose a enfrentar en Vengeance, donde Van Dam ganó por descalificación, debido a las interferencias de Heyman. Después de un feudo rápido con Hollywood Hulk Hogan en agosto de 2002, Lesnar comenzó un feudo con el campeón Indiscutido de la WWE, The Rock. En SummerSlam, Lesnar derrotó a The Rock para convertirse en el campeón de la WWE más joven a los 25 años, un récord ostentado previamente por The Rock. También se convirtió en el segundo luchador más rápido en ganar el Campeonato de la WWE desde su debut (126 días), solo por detrás de Ric Flair (113 días). En aquel momento, el Campeonato Indiscutido de la WWE estaba siendo defendido en ambas marcas, por lo que el Gerente General de Raw Eric Bischoff esperaba que Lesnar volviera a  Raw la noche siguiente. Sin embargo, la Gerente General de SmackDown! Stephanie McMahon anunció que Lesnar sólo estaba obligado a defender el título en SmackDown!, lo que obligó a Bischoff a instituir un nuevo campeonato para Raw (el Campeonato Mundial Peso Pesado). Posteriormente, el Campeonato Indiscutido de la WWE fue conocido simplemente como el Campeonato de la WWE.
El rápido ascenso de Lesnar a la cima de la WWE en 2002 lo llevó a un feudo con The Undertaker, cuando este se convirtió en el retador al campeonato. En Unforgiven se enfrentó a Undertaker pero no se nombró ningún ganador, ya que el árbitro descalificó a ambos luchadores cuando se golpearon constantemente. Lesnar se enfrentó a The Undertaker otra vez en No Mercy en un Hell in a Cell match. En las semanas anteriores al evento, Lesnar continuó atacando a The Undertaker llegando a fracturarle la mano al golpearle con un tanque de propano. En la lucha, Lesnar logró imponerse y retuvo el campeonato. Seis días después de su Hell in a Cell match con The Undertaker, Lesnar retuvo con éxito su Campeonato de la WWE en un handicap match con Heyman en Rebellion contra Edge.
Lesnar comenzaría un feudo con Big Show, cuando este lo atacó en distintas ocasiones queriendo demostrar ser el más dominante. En uno de estos ataques, Show lanzó a Lesnar desde el escenario hacia el suelo, fracturándole una costilla. Durante las semanas siguientes, Heyman insistió en que no se enfrentara a Show por su estado, pero Lesnar insistió en hacerlo, empezando a distanciarse y ganando Lesnar el apoyo del público, lo cual desembocaría en un cambio a face. Show y Lesnar tendrían su enfrentamiento en Survivor Series. Hacia el final de la lucha, Lesnar logró aplicarle a Show el F-5. Sin embargo, cuando el árbitro contaba, fue traicionado por Heyman, ya que sacó al árbitro del ring cuando iba a dar la tercera palmada. Esto permitió a Big Show capitalizar y procedió a aplicarle un Chokeslam a Lesnar sobre una silla de acero. Show cubrió a Lesnar y ganar el título. En Armageddon, Brock Lesnar interfirió en la lucha entre Big Show y Kurt Angle, aplicándole un F-5 a Big Show, costándole el campeonato. En el siguiente episodio de SmackDown!, sin embargo, Angle presentó a Heyman como su mánager y, a pesar de la promesa que le hizo a Lesnar de una oportunidad por el título antes esa noche, declaró que Lesnar aún no lo conseguiría, y Lesnar fue atacado por The Big Show y Angle después de que el evento principal de SmackDown saliera al aire. Sin embargo, Lesnar atacó a Show y a Angle, atacando la rodilla derecha de este último contra el poste del esquinero.

#### Campeón de WWE y primera salida (2003–2004)
El feudo de Lesnar con Heyman y The Big Show se reanudó, lo que culminó en una lucha en Royal Rumble en enero de 2003 con el ganador siendo colocado en el Royal Rumble más tarde en la noche. Lesnar derrotó a Big Show y entró en el Royal Rumble como la entrada #29, el penúltimo competidor en entrar en la lucha. Eliminó a Matt Hardy y a Team Angle (Charlie Haas y su excompañero en OVW, Shelton Benjamin), que eran apadrinados por Angle. Lesnar luego eliminaría a The Undertaker último para ganar el Royal Rumble, lo que le garantizó un combate por el título mundial en WrestleMania XIX.

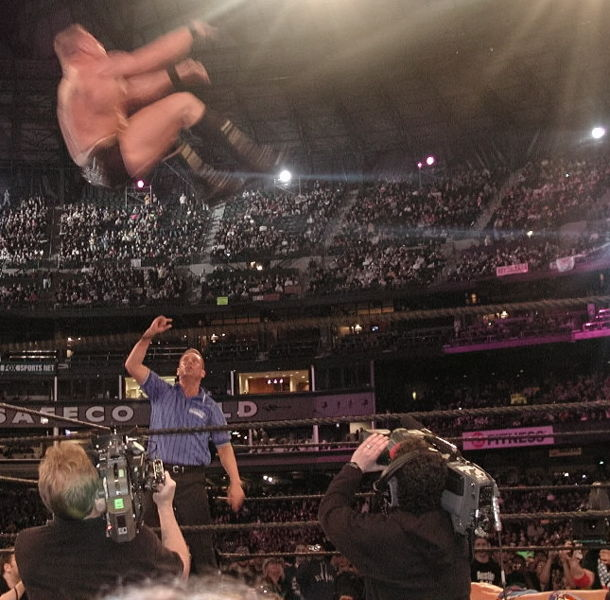
Lesnar fallando su Shooting Star Press en WrestleMania XIX.

Tras Royal Rumble, empezó un feudo con el campeón de la WWE Kurt Angle, enfrentándose en No Way Out junto a Chris Benoit a Angle, Haas y Benjamin, ganando el equipo de Lesnar. Durante la lucha en WrestleMania XIX, Lesnar falló un Shooting star press, un movimiento que había hecho en numerosas ocasiones en sus luchas en el territorio de desarrollo, y se golpeó la cabeza y el cuello. Esto dejó aturdido a Lesnar y Angle lo contraatacó con un Olympic Slam y Lesnar logró moverse en el conteo y luego Lesnar derrotaría a Angle, después de aplicarle un F-5, para ganar su segundo Campeonato de la WWE. Lesnar fue diagnosticado con una conmoción cerebral legítima debido al fallido Shooting star press.
Tras WrestleMania, empezó un feudo con John Cena a quien derrotó en Backlash y en Judgment Day lo retuvo frente a Big Show en un Stretcher match. Durante su feudo con Big Show, en SmackDown, Lesnar levantó a Show desde de la cuerda superior en un superplex que causó que el ring colapsara en el impacto.
Mientras Lesnar y The Big Show continuaron su feudo, Kurt Angle regresó de su cirugía de cuello y él y Lesnar comenzaron a formar una rivalidad más amigable, ya que los dos eran aliados y contendientes por el título. En Vengeance lo perdió frente a Angle en un combate donde también participó Big Show.

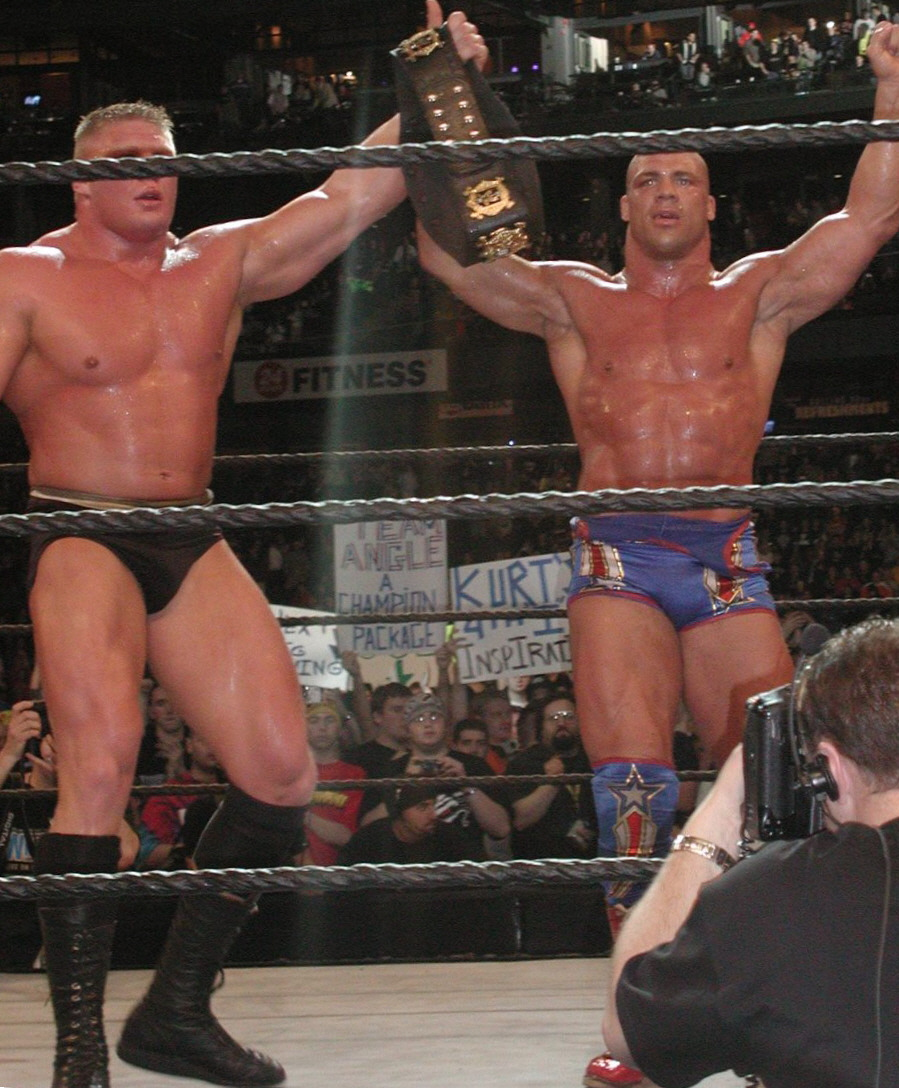
Lesnar y Kurt Angle tras su combate por el Campeonato de la WWE en WrestleMania XIX.

Lesnar siguió persiguiendo agresivamente el Campeonato de la WWE a pesar de su amistad con Angle. Mr. McMahon encontró su camino en el feudo, primero reprendiendo a Lesnar, que se había involucrado en el feudo de McMahon con Zach Gowen, por haber perdido ante Angle. Todo esto resultó ser un plan de Lesnar y McMahon, y Lesnar se volvió heel, enfrentándose en SummerSlam a Angle por el título, el cual Lesnar perdió, pero le derrotó el 16 de septiembre de 2003 en SmackDown! en un Iron Man match.
Lesnar regresó a su feudo con The Undertaker. Lesnar le había costado previamente a Undertaker el título en una lucha contra el entonces campeón Kurt Angle. En No Mercy, Lesnar derrotó a Undertaker en un Biker Chain match. El feudo vino a su fin después de que The Undertaker optó por centrarse en Mr. McMahon.
Después de que Paul Heyman regresó a la WWE como gerente general de SmackDown!, Lesnar se alió con su exmánager. Con Survivor Series aproximándose, Lesnar decidió desafiar a Angle a una tradicional lucha por equipos de Survivor Series. Lesnar eligió a The Big Show como su primer compañero de equipo, con la adición de Nathan Jones y el debutante Matt Morgan debutando para llevar el número de hombres del equipo a cuatro. Angle eligió a Chris Benoit y la APA para unirse a su equipo. Sin embargo, Faarooq se lesionó durante una lucha con Lesnar y el equipo de Angle se vio obligado a encontrar un reemplazo para él. El equipo de Lesnar escogió a A-Train para llenar el quinto y último puesto para ellos después de que atacó a John Cena, quien se negó a aceptar una invitación para unirse al equipo de Lesnar. Cena en cambio se unió al equipo de Angle, y Angle añadió a Hardcore Holly como el quinto miembro; Lesnar había lesionado a Holly el año anterior y no había luchado desde entonces. En Survivor Series, a pesar de que Lesnar logró eliminar a Angle, el equipo de Lesnar perdió la lucha. En el clímax de la lucha, Chris Benoit se convirtió en el segundo luchador en hacer que Lesnar se rindiera.

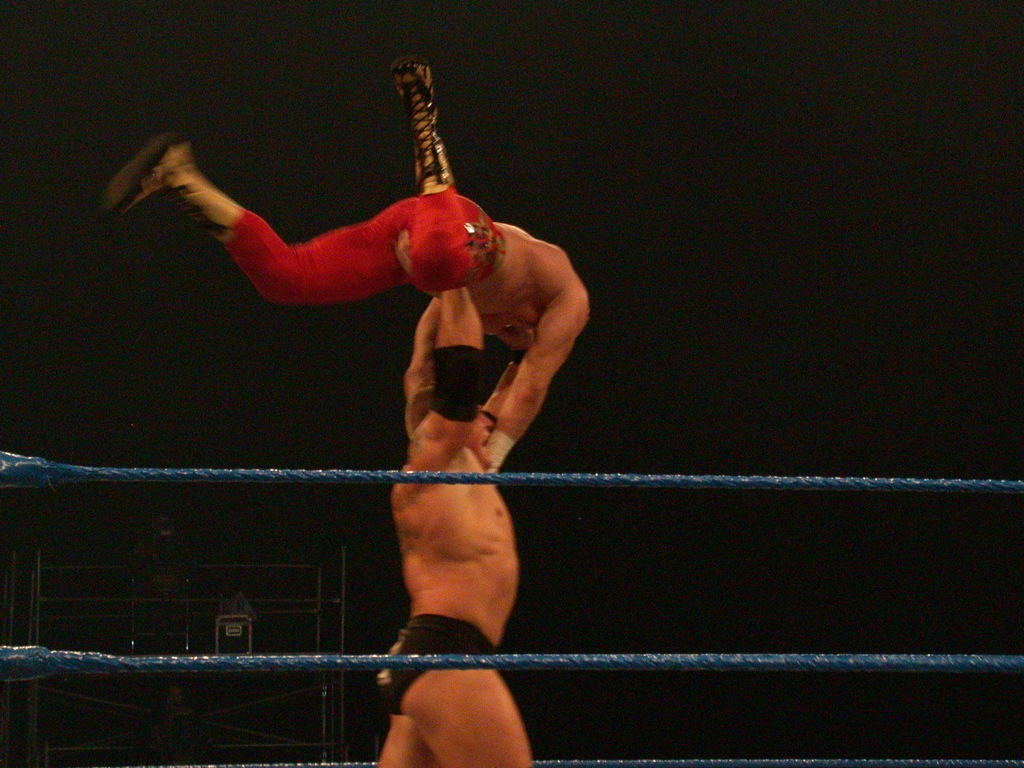
Lesnar demostrando su fuerza sobre Eddie Guerrero durante una grabación de SmackDown! el 12 de febrero de 2004.

El evento Survivor Series fue la primera vez que Lesnar se reunió con Goldberg de la marca Raw, un hombre con quien Lesnar había sido comparado debido a sus físicos similares y rachas invictas en la lucha libre. Lesnar afirmó en una entrevista tras bambalinas que podía ganarle a cualquiera en el mundo, dando lugar a que Goldberg interrumpiera la entrevista y se presentara a Lesnar, dándose la mano con él antes de salir con un careo. Lesnar siguió con un feudo con Hardcore Holly. En la storyline, Holly quería vengarse de Lesnar por haberle lesionado legítimamente el cuello durante una lucha previa entre los dos en 2002, que dejó de Holly fuera de acción por un año. En Royal Rumble, Lesnar derrotó a Holly para retener el Campeonato de la WWE. En el mismo evento, Lesnar interfirió en el Royal Rumble match, atacando a Goldberg y aplicándole un F-5, lo que permitió a Kurt Angle eliminarlo.
En febrero, Lesnar se enfrentó a Eddie Guerrero por el Campeonato de la WWE en No Way Out. Hacia el final de la lucha, Goldberg le aplicó un Spear a Lesnar mientras el árbitro estaba inconsciente, dejándole indefenso ante Guerrero, quien le aplicó un Frog splash para ganar la lucha y el título. Un Lesnar enojado luego comenzó un feudo con Goldberg, culpándolo por la pérdida de su título, y una lucha se pactó entre los dos en WrestleMania XX. Durante el feudo con Goldberg, Lesnar también estaba en desacuerdo con Stone Cold Steve Austin, quien se mostró sugiriendo a Goldberg que atacara a Lesnar en No Way Out. Después de que Lesnar atacó a Austin en Raw y le robó su cuatrimoto, Austin fue insertado como árbitro especial invitado para la lucha en WrestleMania. Detrás de escenas, era ampliamente conocido que la lucha sería la última de Goldberg en la WWE. Sólo una semana antes de WrestleMania, surgieron rumores de que Lesnar también se iba de la WWE para seguir una carrera en la National Football League (NFL). Como resultado, la lucha de Lesnar con Goldberg se convirtió en un fiasco, con los aficionados en el Madison Square Garden abucheando a ambos luchadores a gritos. Goldberg obtuvo la victoria después de aplicarle un Jackhammer a Lesnar y ambos posteriormente recibieron Stone Cold Stunners de Austin.

### New Japan Pro Wrestling (2005–2007)
En 2005, Lesnar regresó a la lucha libre profesional y firmó con la promoción japonesa New Japan Pro Wrestling (NJPW), donde ganó el Campeonato Peso Pesado de IWGP en su primera lucha. Después de una disputa contractual con NJPW, también luchó como Campeón Peso Pesado de IWGP en la Inoki Genome Federation (IGF).
El 8 de octubre de 2005, Lesnar ganó el Campeonato Peso Pesado de IWGP en una lucha con Kazuyuki Fujita y Masahiro Chono en un show de la New Japan Pro Wrestling (NJPW) en el Domo de Tokio. La lucha fue su primer combate de lucha libre desde que salió de la WWE. Lesnar es uno de los pocos luchadores estadounidenses que han ganado este título.
El 6 de diciembre, la WWE presentó una moción para una orden de restricción temporal para evitar que Lesnar continuara trabajando con NJPW, pero el tribunal no la concedió. Después de eso, Lesnar tuvo dos victorias no titulares contra Manabu Nakanishi y Yuji Nagata. Lesnar defendió con éxito su campeonato el 4 de enero de 2006, contra el excampeón Shinsuke Nakamura. El 13 de enero, la WWE una vez más presentó un recurso contra Lesnar para que dejara de defender el Campeonato Peso Pesado de IWGP que tampoco fue aplicado, ya que pasó a retener su campeonato contra el exluchador de sumo Akebono después de que Lesnar lo golpeó con el cinturón de campeonato y un DDT, el 19 de marzo, en el Sumo Hall. Lesnar tuvo otra exitosa defensa del título contra el ganador de la Copa New Japan, Giant Bernard, el 3 de mayo de 2006, en Fukuoka. Este fue el primer combate por un título entre dos estadounidenses en NJPW desde Vader vs. Stan Hansen en 1990.
El 15 de julio de 2006, New Japan Pro Wrestling anunció que Lesnar no volvería a defender el Campeonato Peso Pesado de IWGP debido a «problemas de visa» y que había sido despojado del título. Un torneo se llevó a cabo el 16 de julio para determinar el nuevo campeón que fue ganado por Hiroshi Tanahashi. Lesnar siguió teniendo en su posesión el cinturón físico de campeonato hasta finales de junio de 2007.
Aproximadamente un año después, el 29 de junio de 2007, Lesnar defendió su Campeonato Peso Pesado de IWGP contra el Campeón Mundial Peso Pesado de la TNA, Kurt Angle en una lucha de campeón contra campeón. El promotor de la Inoki Genome Federation, Antonio Inoki había declarado que Lesnar era el «verdadero» Campeón Peso Pesado de IWGP, ya que no fue derrotado por el título. Angle derrotaría a Lesnar para ganar el Campeonato Peso Pesado de IWGP reconocido por la IGF y Total Nonstop Action Wrestling (TNA).

### Regreso a WWE (2012–2020)

#### Sorpresivo retorno y fin de la racha (2012–2014)

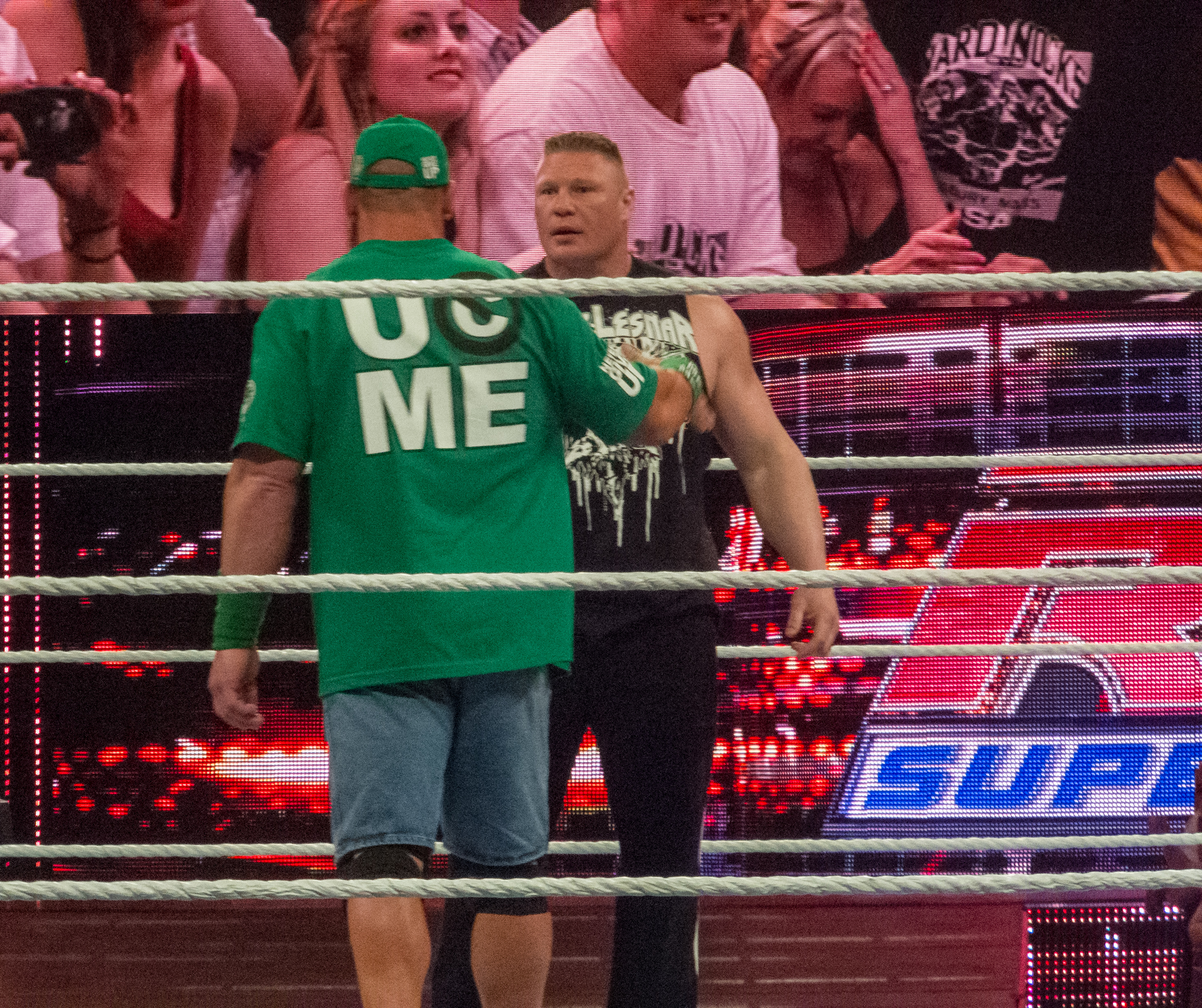
Brock Lesnar se enfrenta a John Cena después de su regreso en abril de 2012.

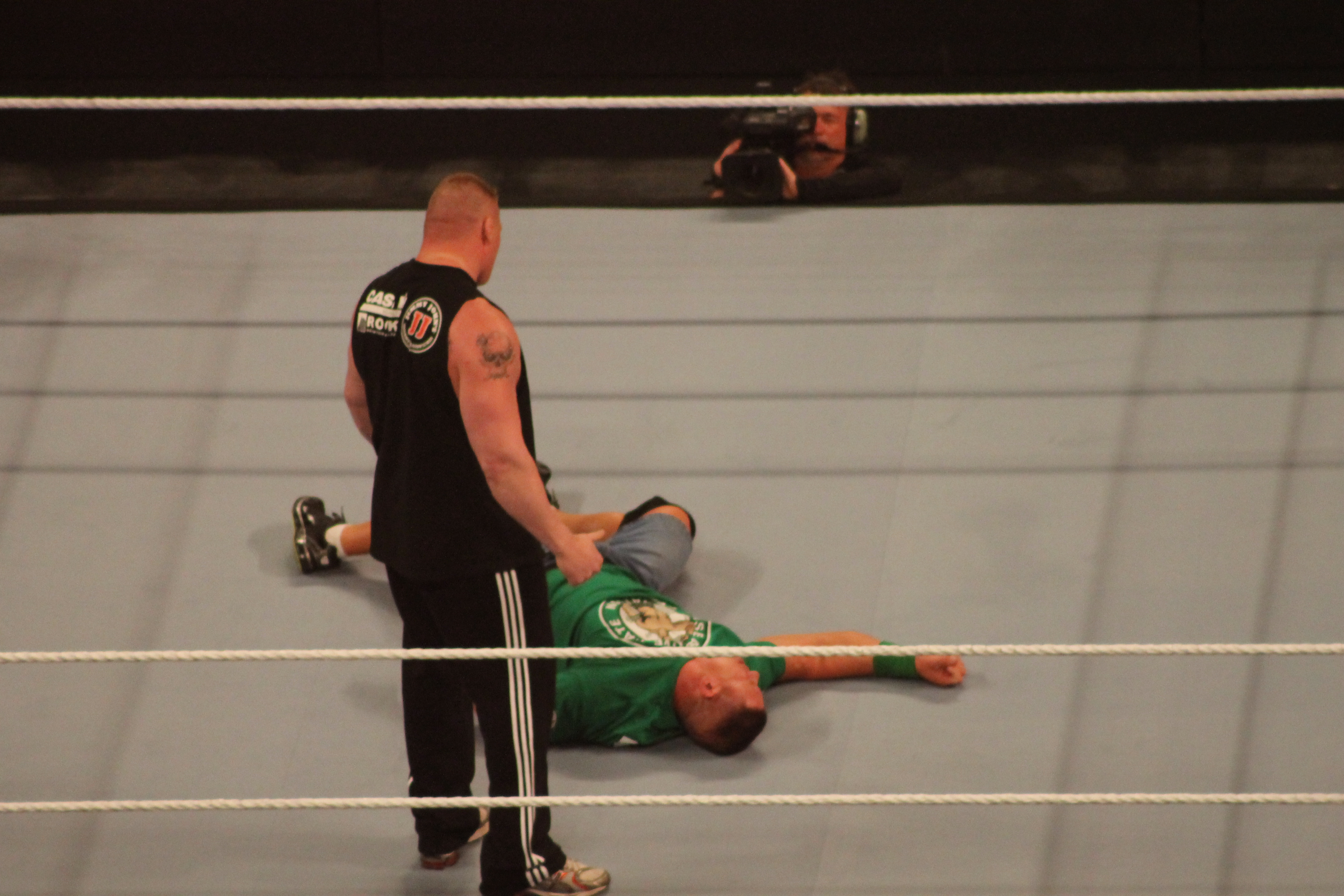
Brock Lesnar en pie al lado de John Cena tras aplicarle un F-5 después de su regreso en abril de 2012.

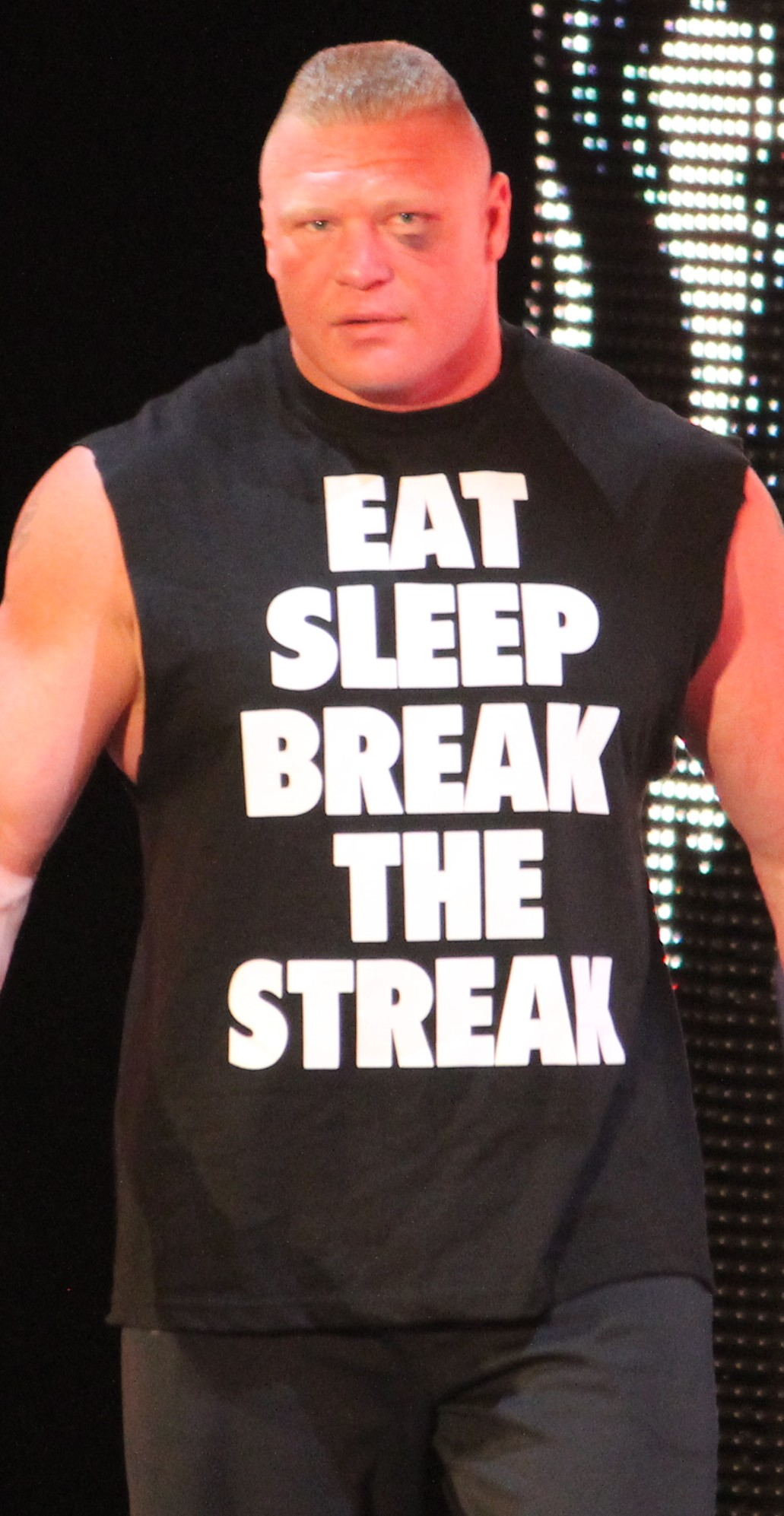
Lesnar rompió la racha invicta de WrestleMania de The Undertaker en 2014.

En abril de 2012, Lesnar regresó a la lucha libre profesional, reincorporándose a WWE después de una ausencia de ocho años en Raw posterior a WrestleMania XXVIII como heel, al confrontar y aplicarle un F-5 a John Cena, quien estaba hablando de su lucha contra The Rock en el PPV mencionado. La semana siguiente en Raw, el gerente general John Laurinaitis reveló que firmó a Lesnar para devolverle la "legitimidad" a la WWE y convertirse en la "nueva cara de la WWE". Laurinaitis también anunció que Lesnar se enfrentaría a Cena en Extreme Rules con la estipulación de un Extreme Rules match. El 29 de abril en Extreme Rules, Lesnar perdió ante Cena a pesar de dominar el combate.

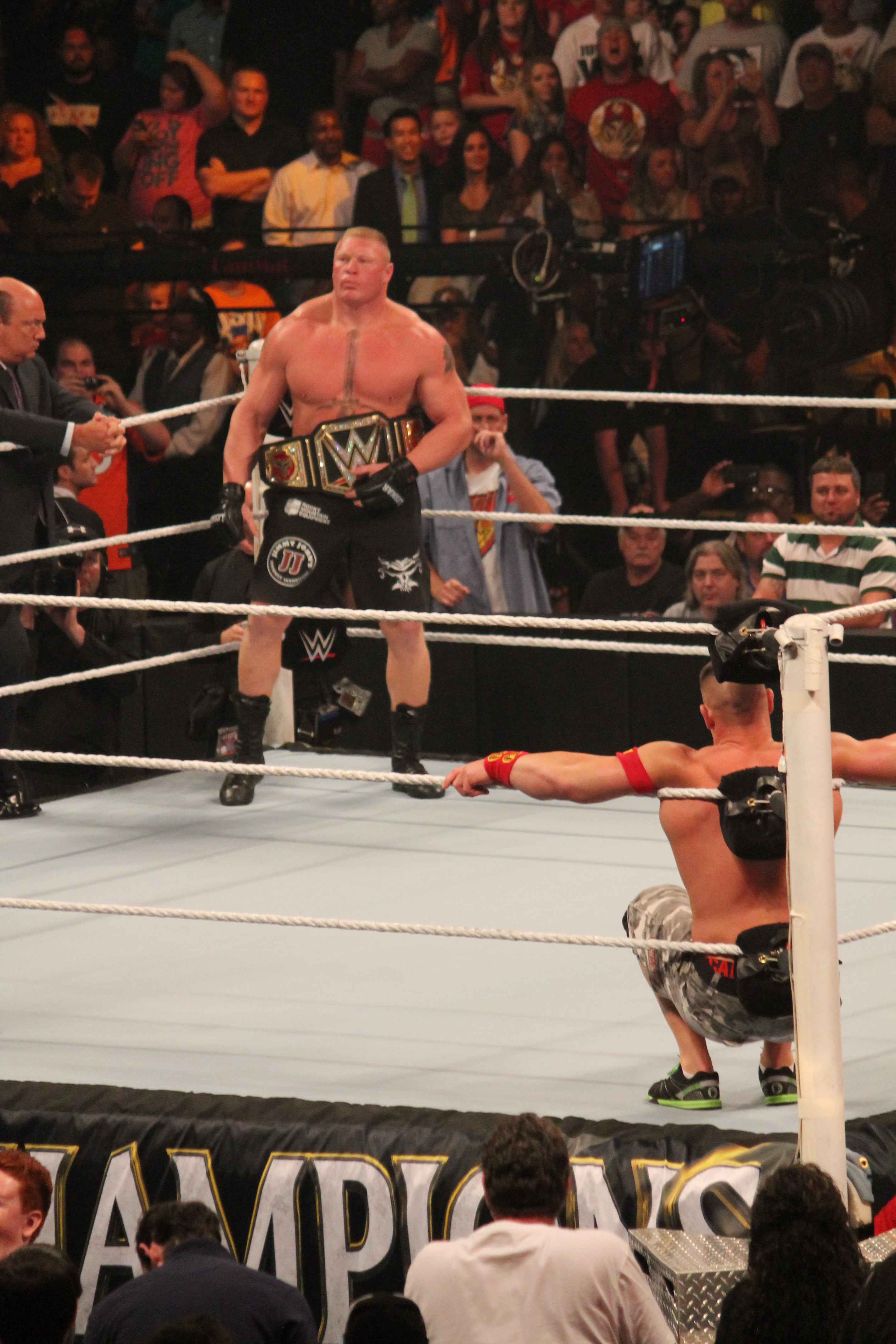
Lesnar, con el Campeonato Mundial Peso Pesado de WWE, al otro lado del ring de John Cena en el evento Night of Champions en septiembre de 2014

La noche siguiente en Raw, el director de Operaciones de la WWE Triple H se negó a ceder a las irrazonables demandas contractuales de Lesnar (que incluía recibir su propio jet personal y cambiar el nombre de Raw a Star Monday Raw Starring Brock Lesnar), lo que provocó que Lesnar lo atacara y le rompiera su brazo con un Kimura lock (kayfabe). La semana siguiente en Raw, Paul Heyman hizo su regreso como representante legal de Lesnar y afirmó que Lesnar estaba renunciando a la WWE. Más tarde, anunció una demanda contra la WWE por incumplimiento de contrato. El 17 de junio en No Way Out, Triple H desafió a Lesnar (quien no estaba presente) a un combate en SummerSlam, lo cual Lesnar rechazó. Más tarde, Stephanie McMahon incitaría a Heyman a aceptar el combate en nombre de Lesnar el 23 de julio en Raw 1000. El 19 de agosto en SummerSlam, Lesnar derrotó a Triple H por rendición después de romperle el brazo una vez más en el storyline. La noche siguiente en Raw, Lesnar se declaró el nuevo "Rey de Reyes" y dijo que se marcharía de la WWE después de su victoria sobre Triple H, afirmando que había conquistado todo en la compañía.

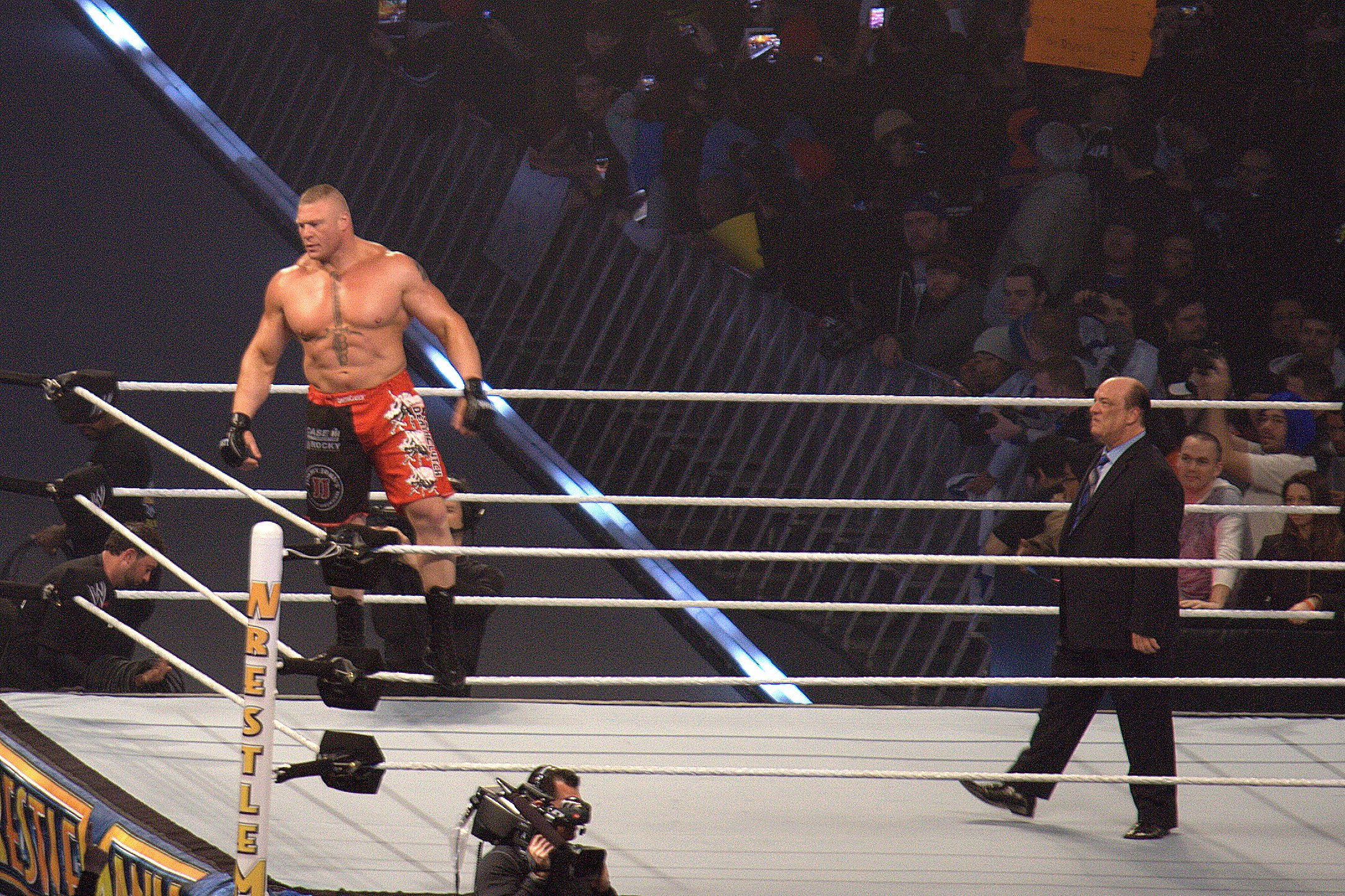
Brock Lesnar haciendo su entrada junto con Paul Heyman en WrestleMania 29, en donde perdió ante Triple H.

Lesnar regresó en el episodio del 28 de enero de 2013 de Raw, confrontando a Mr. McMahon, quien estaba a punto de despedir a Heyman, y a pesar de las súplicas de Heyman, Lesnar atacó a McMahon con un F-5, rompiendo la pelvis de McMahon (kayfabe). La semana siguiente en Raw, durante el segmento de entrevistas de The Miz, MizTV, la gerente supervisora de Raw, Vickie Guerrero, se reveló como la misma que contrató a Lesnar con un nuevo contrato para impresionar a McMahon. En el episodio del 25 de febrero de Raw, Lesnar una vez más intentó atacar a McMahon, solo para meterse en una pelea con Triple H, quien hacía su regreso, lo que causó que Lesnar recibiera legítimamente una herida abierta en la cabeza que necesitó dieciocho puntos de sutura. La semana siguiente en Raw, Triple H lanzó un desafío a Lesnar, solicitando una revancha contra él en WrestleMania 29, lo cual Lesnar aceptó, pero solo después de que Triple H firmara un contrato y Lesnar mencionara la estipulación. Después de que Triple H firmara el contrato y atacara a Heyman, la estipulación se reveló como un No Holds Barred match con la carrera de Triple H en juego. El 7 de abril en WrestleMania 29, Lesnar perdió contra Triple H después de un Pedigree sobre los escalones de acero. En el episodio del 15 de abril de Raw, Lesnar atacó 3MB (Heath Slater, Drew McIntyre y Jinder Mahal) antes de que Heyman retara a Triple H a enfrentarse a Lesnar en un Steel Cage match en Extreme Rules, lo cual Triple H aceptó la siguiente semana. El 19 de mayo en el evento, después de la interferencia de Heyman, Lesnar derrotó a Triple H para terminar su feudo.
Lesnar regresó en el episodio del 17 de junio de Raw, atacando al también cliente de Heyman CM Punk con un F-5. A pesar de las acusaciones de Punk, Heyman afirmó que no estaba detrás del ataque de Lesnar contra él. Sin embargo, en julio, Heyman traicionó a Punk en julio, y afirmó que Punk no podía derrotar a Lesnar, lo que llevó a Lesnar a hacer su regreso y atacar a Punk en el episodio del 15 de julio de Raw. La semana siguiente en Raw, Punk desafió a Lesnar a un combate para el 18 de agosto en SummerSlam, donde Lesnar derrotó a Punk en un No Disqualification match.
En el episodio del 30 de diciembre de Raw, Lesnar regresó con Heyman para anunciar sus intenciones de desafiar al ganador de la próxima lucha por el Campeonato Mundial Peso Pesado de la WWE entre Randy Orton y John Cena en Royal Rumble. Luego de eso, Lesnar lanzó un reto a cualquier luchador que desaprobara esa noción a desafiarlo, el cual fue respondido por Mark Henry, y se produciría una pelea, terminando con Lesnar aplicándole un F-5 a Henry.
La semana siguiente en Raw, Henry volvió a desafiar a Lesnar, pero Lesnar le dislocó el codo con un kimura lock en el storyline, lo que llevó a Big Show a salir después para confrontar a Lesnar, iniciando un feudo que terminó el 26 de enero de 2014 en Royal Rumble, donde Lesnar derrotó a Show después de atacarlo con una silla de acero antes de que comenzara la lucha. En el episodio del 24 de febrero de Raw, Heyman declaró que Lesnar había solicitado un combate por el Campeonato Mundial Peso Pesado de la WWE en WrestleMania XXX, pero en lugar de eso recibió un contrato abierto para enfrentarse a alguien más de su elección. Heyman dijo que Lesnar se sintió insultado por eso y que él no aparecería en WrestleMania en absoluto. Entonces The Undertaker regresó y le aplicó un Chokeslam a Lesnar través de una mesa, pactando un combate entre los dos en WrestleMania XXX. El 6 de abril, Lesnar derrotó a Undertaker después de ejecutar tres F-5, terminando su racha invicta de WrestleMania a las 21 victorias, una hazaña que fue descrita por Sports Illustrated como "el resultado más impactante desde la Traición de Montreal".

#### Campeón Mundial Peso Pesado de la WWE (2014–2015)
En el episodio del 21 de julio de Raw, Triple H anunció que Lesnar se enfrentaría a John Cena en SummerSlam por el Campeonato Mundial Peso Pesado de la WWE. El 17 de agosto en SummerSlam, Lesnar derrotó a Cena para convertirse en el campeón Mundial Peso Pesado de la WWE y durante el combate le aplicó dieciséis suplexes (la mayoría de los cuales eran German suplexes) y dos F-5 a Cena, quien apenas ofreció cualquier ofensa. En el episodio del 19 de agosto de Main Event, Triple H anunció que Cena invocaba su cláusula de revancha por el campeonato contra Lesnar para el 21 de septiembre en Night of Champions, donde Lesnar fue descalificado debido a la interferencia de Seth Rollins, pero retuvo su campeonato, el cual no puede cambiar de manos si el campeón es descalificado.
Después de que Rollins se reuniera con The Authority, fue añadido al combate entre Lesnar y Cena por el campeonato el 25 de enero de 2015 en Royal Rumble, convirtiendo la lucha en un Triple Threat match, el cual Lesnar ganó a pesar de sufrir una costilla rota (kayfabe) durante el combate.

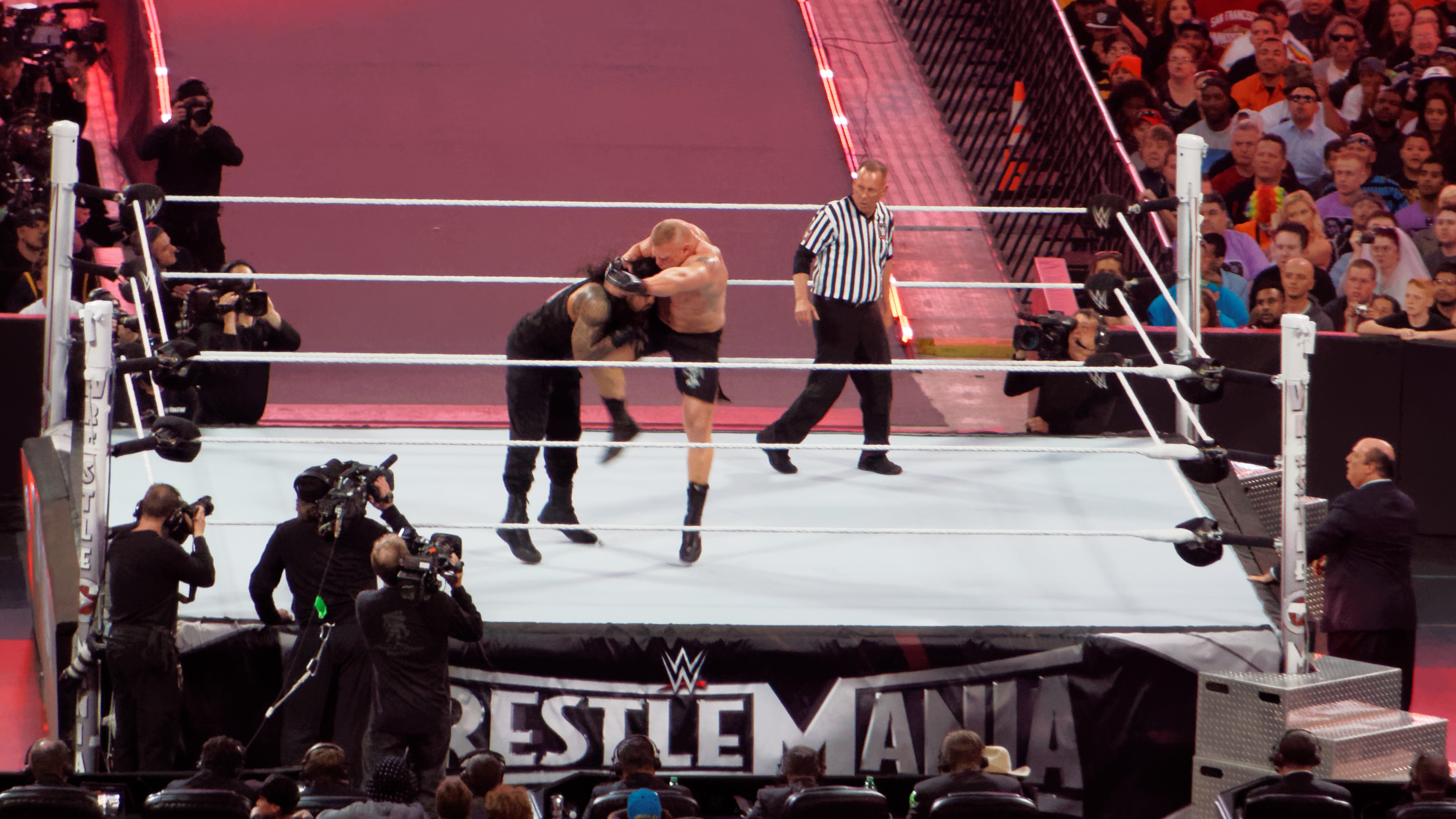
Lesnar durante su lucha contra Roman Reigns por el Campeonato Mundial Peso Pesado de WWE en WrestleMania 31.

El siguiente rival de Lesnar fue Roman Reigns, quien ganó el Royal Rumble match para ganarse el derecho de enfrentar a Lesnar por el título el 29 de marzo en WrestleMania 31. Durante su lucha en el evento principal de WrestleMania contra Reigns, Lesnar aplicó múltiples suplexes y se le escuchó exclamando: «Suplex City, bitch!» y, a partir de entonces, «Suplex City» se convirtió en una de sus frases distintivas y motivos de mercadería. Después de que Lesnar y Reigns intercambiaran algunos movimientos finales, Rollins apareció para cobrar su contrato de Money in the Bank mientras el combate estaba en progreso, lo que lo convirtió en un Triple Threat match; Rollins cubrió a Reigns para ganar el título. La noche siguiente en Raw, Lesnar intentó invocar su cláusula de revancha y posteriormente atacó a los comentaristas Booker T, John «Bradshaw» Layfield y Michael Cole, así como a un camarógrafo después de que Rollins rechazara la revancha, lo que llevó a Stephanie McMahon a suspender a Lesnar indefinidamente (kayfabe).
Lesnar regresó en el episodio del 15 de junio de Raw, siendo elegido por The Authority como el retador #1 por el Campeonato Mundial Peso Pesado de la WWE de Rollins en Battleground. El 4 de julio, Lesnar hizo su primera aparición no televisada para la WWE desde su regreso en 2012, derrotando a Kofi Kingston en el evento en vivo The Beast in the East en Tokio en un rápido esfuerzo ganador; también le aplicó un par de F-5s a los compañeros de equipo en The New Day de Kingston, Big E y Xavier Woods, después del combate. El 19 de julio en Battleground, Lesnar dominó a Rollins, aplicándole trece suplexes, pero mientras lo cubría después de realizar un F-5, fue atacado por The Undertaker (quien incapacitó a Lesnar con un Chokeslam y dos Tombstone Piledrivers), terminando el combate con Lesnar ganando por descalificación y Rollins reteniendo el campeonato.

#### Suplex City (2015–2017)
La noche siguiente en Raw, The Undertaker explicó que había atacado a Lesnar no por terminar con su racha invicta en WrestleMania, sino más bien porque Lesnar permitía que Heyman se burlara constantemente de The Undertaker al respecto, lo que los llevó a los dos a pelear por toda la arena y a una revancha de WrestleMania programada para el 23 de agosto en SummerSlam, donde Undertaker derrotaría políticamente a Lesnar; durante el combate, The Undertaker se sometió a un Kimura lock de Lesnar y el cronometrador sonó la campana pero el árbitro no vio la rendición y exigió que la lucha continuara, durante lo cual The Undertaker atacó a Lesnar con un golpe bajo y lo sometió con un Hell's Gate. La noche siguiente en Raw, Lesnar y Heyman desafiaron a The Undertaker a una revancha inmediata, solo para ser confrontados por Bo Dallas (quien se burló de Lesnar por su derrota); Lesnar le respondió aplicándole tres suplexes alemanes y un F-5 a petición de Heyman. El 20 de septiembre durante el evento Night of Champions, se anunció que Lesnar se enfrentaría a The Undertaker en un Hell in a Cell match el 25 de octubre en Hell in a Cell, donde Lesnar derrotó The Undertaker después de un golpe bajo y un F-5 en el ring, poniéndole fin a su enemistad. El combate fue votado como el "Combate del Año" durante los Slammy Awards 2015.

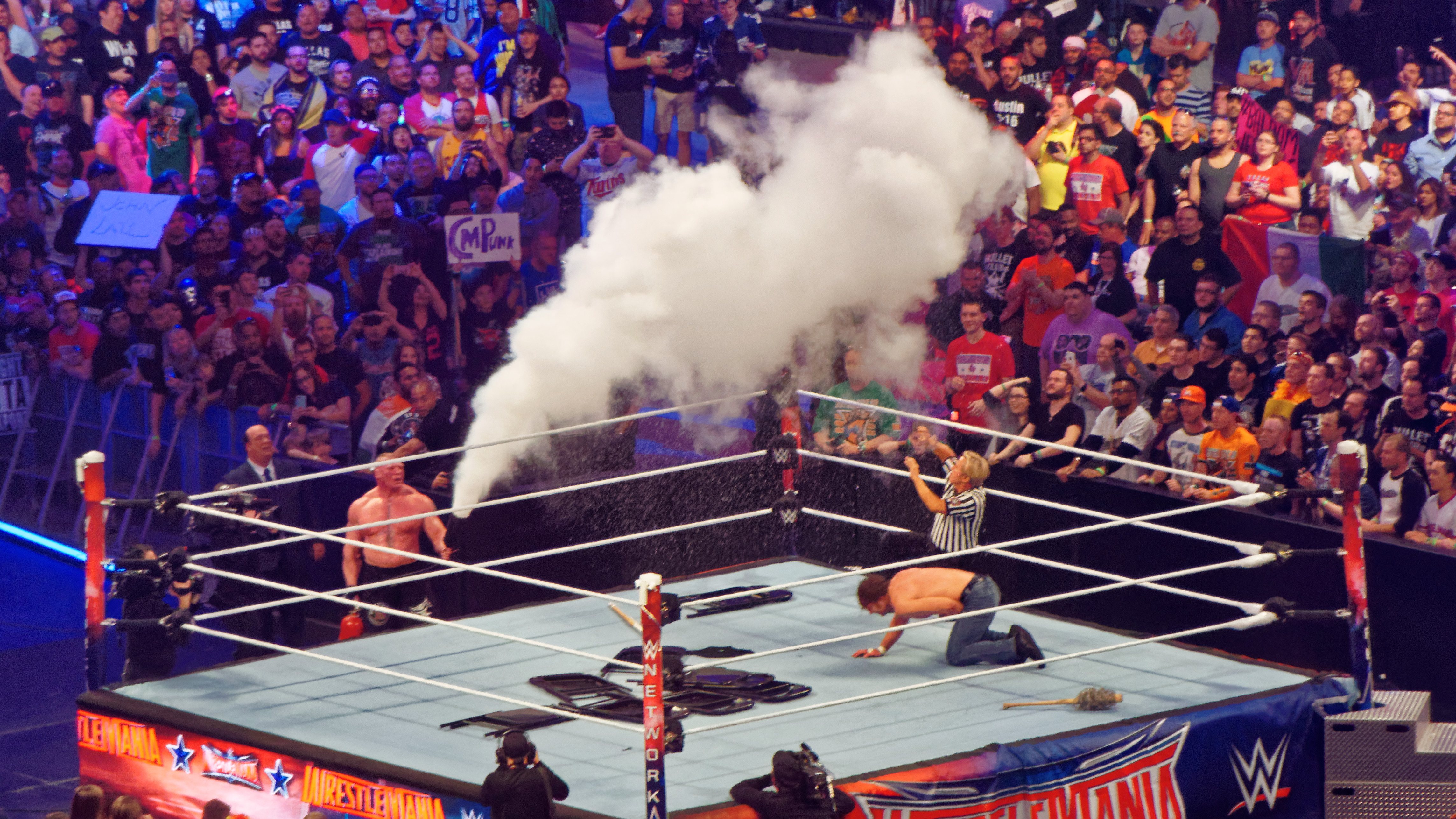
Lesnar y Dean Ambrose durante su lucha en WrestleMania 32.

En el episodio del 11 de enero de 2016 de Raw, Lesnar regresó atacando a The New Day, The League of Nations (Sheamus, King Barrett, Rusev y Alberto del Río) y Kevin Owens, antes de aplicarle un F-5 a Roman Reigns. La siguiente semana en Raw, Lesnar estaba involucrado en una pelea contra Reigns hasta que ambos fueron atacados por The Wyatt Family. El 24 de enero en Royal Rumble, Lesnar fue el #23 en el Royal Rumble match, eliminando a cuatro competidores antes de ser eliminado por Bray Wyatt con la ayuda del resto de The Wyatt Family. En el episodio del 25 de enero de Raw, Stephanie McMahon anunció que el evento principal de Fastlane sería un Triple Threat match entre Lesnar, Roman Reigns y Dean Ambrose para determinar quién se enfrentaría a Triple H por el Campeonato Mundial Peso Pesado de la WWE en WrestleMania 32. Durante las siguientes semanas, Lesnar sería provocado continuamente por Ambrose, con Reigns salvándolo de los ataques posteriores de Lesnar. El 21 de febrero en Fastlane, Lesnar dominó la mayor parte del combate antes de que Ambrose y Reigns aplastaron su cuerpo con dos mesas de comentaristas; en última instancia, perdería el combate después de que Reigns cubriera a Ambrose. Debido a eso, la noche siguiente en Raw, Lesnar atacó a Ambrose en el estacionamiento cuando llegaba a la arena. Ambrose regresó más tarde esa misma noche, secuestró una ambulancia y desafió a Lesnar a un No Holds Barred Street Fight para el 3 de abril en WrestleMania 32, donde Lesnar derrotó a Ambrose después de un F-5 sobre una pila de sillas.
En el episodio del 7 de julio de SmackDown, se anunció que Lesnar se enfrentaría a Randy Orton en SummerSlam, quien acababa de regresar de una lesión a la WWE. Dos días después, el 9 de julio, la WWE le permitió a Lesnar tener una única pelea con UFC 200. Lesnar falló dos de sus pruebas de drogas para esta pelea, pero no fue suspendido por la WWE porque no es un luchador de tiempo completo. El 19 de julio, debido al Draft y a la nueva separación de marcas, Lesnar fue la quinta superestrella mandada a Raw. Informes afirmaron que hubiera sido la selección de Raw número 1 si no hubiera fallado sus pruebas de drogas en la UFC. Orton fue reclutado por la marca SmackDown, convirtiendo así su lucha en un combate entre marcas, mientras que la WWE le dio un puntapié a su enfrentamiento como un combate de quince años de planeación. Junto con Heyman, Lesnar hizo su regreso a Raw el 1 de agosto (su primera aparición en la programación de la WWE desde WrestleMania 32), pero durante su segmento apareció Orton y atacó a Lesnar con un RKO. Luego de eso, Lesnar atacó a Orton durante su combate la noche siguiente en SmackDown, aplicándole un F-5 a Orton. El 21 de agosto en SummerSlam, Lesnar derrotó a Orton por nocaut técnico, dejando a Orton con una herida en la frente que requirió diez grapas. Para consternación de Shane McMahon, Lesnar atacaría a Shane con un F-5 después del combate. El final hizo que muchas personas creyeran que Lesnar se había salido del guion debido a la gravedad de la herida en la cabeza de Orton. Más tarde, Lesnar recibió una multa de $500 por aplicarle un F-5 al comisionado de SmackDown Shane McMahon y su ataque a Orton. El 24 de septiembre en un evento en vivo realizado en Chicago, Illinois, Lesnar derrotó a Orton en una revancha tipo No Disqualification match, y el combate fue anunciado como un combate a muerte de Suplex City.
En el episodio del 10 de octubre de Raw, Heyman, en representación de Lesnar, desafió a Goldberg a una lucha después de que ambos estuvieran peleándose durante varios meses a través de las redes sociales y durante el trabajo promocional del videojuego WWE 2K17, el cual presentaba a Lesnar como estrella de portada y a Goldberg como la bonificación de prepedido. Heyman declaró que Goldberg fue la única mancha en la carrera de Lesnar en la WWE, ya que Goldberg había derrotado a Lesnar en WrestleMania XX en 2004. En el episodio del 17 de octubre de Raw, Goldberg regresó a la WWE después de una ausencia de doce años y aceptó el desafío de Lesnar para un combate posteriormente programado para Survivor Series. En el último episodio de Raw antes de Survivor Series, Lesnar y Goldberg tuvieron un enfrentamiento por primera vez en doce años, lo que terminó en una pelea con los oficiales de seguridad después de que Heyman insultara a la familia de Goldberg. El 20 de noviembre en Survivor Series, Lesnar perdió ante Goldberg en 1 minuto y 26 segundos, marcando la primera derrota por pinfall de Lesnar en tres años. La noche siguiente en Raw, Goldberg fue el primer luchador en anunciar su participación en el Royal Rumble match de 2017. La siguiente semana en Raw, Heyman habló sobre el combate de Survivor Series, indicando que subestimaron a Goldberg y que el combate fue una humillación y una vergüenza para él y Lesnar, quien también estaría dentro del Royal Rumble match ya que tenía algo que demostrar.
Lesnar regresó en el episodio del 16 de enero de 2017 de Raw para confrontar a otros participantes del Royal Rumble match, atacando a Sami Zayn, Seth Rollins y Roman Reigns. El 29 de enero en Royal Rumble, Lesnar entró como el #26 y eliminó a Enzo Amore, Dean Ambrose y Dolph Ziggler antes de confrontar a Goldberg, quien ingresó como el número 28, y eliminó rápidamente a Lesnar después de una lanza.

#### Campeón Universal (2017–2018)
La noche siguiente en Raw, Lesnar desafió a Goldberg a un combate final en WrestleMania 33. En el episodio del 6 de febrero de Raw, Goldberg aceptaría el desafío de Lesnar y también se convertiría en el contendiente #1 por el Campeonato Universal de la WWE de Kevin Owens, el cual ganó en Fastlane, convirtiendo así su combate contra Lesnar en una lucha por el título. En WrestleMania 33, Lesnar venció a Goldberg para ganar su quinto título mundial en la WWE y se convirtió en el primer hombre en ganar tanto el Campeonato de la WWE como el Campeonato Universal de la WWE. Lesnar también se convirtió en la segunda persona en salvarse de un Jackhammer de Goldberg y le dio la primera derrota limpia en luchas individuales de su carrera de lucha libre profesional. Después de varias semanas de feudo, la primera defensa del título de Lesnar llegó el 9 de julio en el evento inaugural Great Balls of Fire, donde logró retener el campeonato contra Samoa Joe, antes de derrotarlo por segunda vez en otra lucha por el título en un evento en vivo.
En el episodio del 31 de julio de Raw, el gerente general de Raw, Kurt Angle, anunció que Lesnar defendería el título en un Fatal 4-Way match contra Joe, Roman Reigns y Braun Strowman en SummerSlam. Lesnar y Heyman aparecieron, anunciando que ambos abandonarían la WWE si Lesnar perdía el campeonato en el combate. En el evento, Lesnar retuvo exitosamente el título después de cubrir a Reigns. La noche siguiente en Raw, Lesnar fue atacado por Strowman; más tarde se anunció que los dos se enfrentarían en una lucha por el título en No Mercy, la cual Lesnar ganó. El 8 de octubre, Lesnar superó a Kevin Owens como el reinado más largo con el Campeonato Universal de la WWE. Luego de eso, Lesnar derrotó al Campeón de la WWE AJ Styles en un combate campeón vs. campeón sin los títulos en juego en Survivor Series.

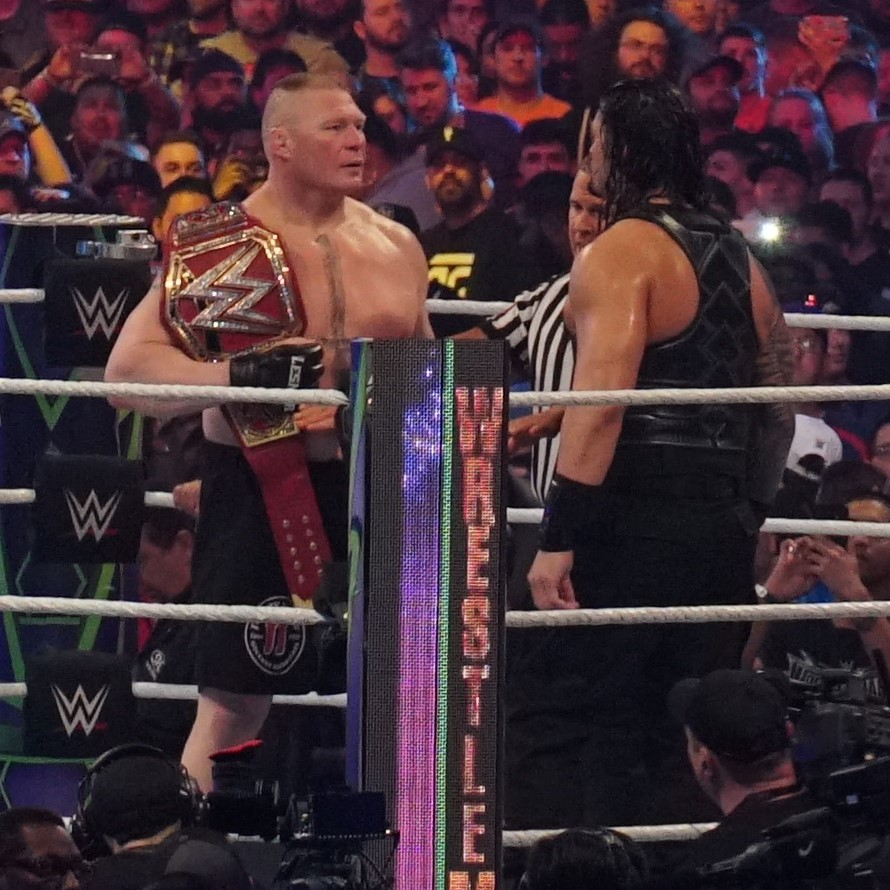
Lesnar cara a cara con Roman Reigns antes de su combate por el Campeonato Universal de WWE en WrestleMania 34.

La siguiente defensa del título de Lesnar estuvo programada para Royal Rumble, donde defendió con éxito el título en un Triple Threat match contra Strowman y Kane. Luego de eso, Lesnar reinició su feudo con Roman Reigns, quien ganó un Elimination Chamber match en Elimination Chamber para convertirse en el contendiente #1 por el título de Lesnar en WrestleMania 34. En el episodio del 19 de marzo de 2018 de Raw, Lesnar atacó brutalmente a Reigns con una silla de acero y un F-5 mientras estaba esposado, después de lo cual regresó y lo volvió a atacar mientras que estaba siendo sacado en camilla de la arena. A inicios de abril, el reinado de Lesnar con el Campeonato Universal de la WWE llegó a los 365 días, mientras que, por otro lado, surgieron rumores de que Lesnar se marcharía de la WWE para regresar a la UFC. En el evento, Lesnar derrotó a Reigns para retener el título en el evento principal. Entonces se anunció que Lesnar defendería el título contra Reigns en una revancha en el evento Greatest Royal Rumble, esta vez en un Steel Cage match. En el evento, Lesnar derrotó a Reigns cuando Reigns atravesó a Lesnar a través de la jaula al realizar una lanza, y le dio la victoria accidental a Lesnar mientras escapaba de la jaula primero según las reglas del combate. El 11 de junio, Lesnar se convirtió en el luchador con el reinado más largo como Campeón Mundial en la historia de la era moderna, superando el antiguo récord de 434 días de CM Punk.
En Extreme Rules, el gerente general de Raw, Kurt Angle, amenazó con despojar a Lesnar del título si no se presentaba a Raw la noche siguiente, ya que Lesnar no había aparecido en televisión desde Greatest Royal Rumble casi tres meses antes. La noche siguiente en Raw, Angle fue interrumpido por Paul Heyman, quien estuvo de acuerdo en que Brock defendería su título contra Reigns nuevamente en SummerSlam.
Lesnar regresó a la programación de la WWE en el episodio del 30 de julio de Raw, por órdenes de Angle, de lo contrario Lesnar sería despojado del Campeonato Universal de la WWE. A pesar de estar en la arena, Lesnar se negó a aparecer en el ring, y Angle amenazó con despedir a Heyman si Lesnar no lo hacía. A lo largo de la transmisión, Heyman intentó convencer a Lesnar para que apareciera, pero no logró hacerlo, con Lesnar amenazando a Heyman. Al final del show, Lesnar apareció después de que Angle despidiera a Heyman luego de describir a Lesnar como "el peor Campeón Universal de la WWE en la historia", y posteriormente le aplicó a Angle un F-5 antes de ahogar a Heyman con una de sus manos. Dos semanas más tarde, Heyman reveló que todo era solo una estrategia antes de que Lesnar apareciera para atacar a Reigns. En SummerSlam, Lesnar perdió el campeonato ante Reigns, terminando su reinado del título en 504 días, el sexto reinado más largo de un campeonato mundial en la historia de la WWE.

#### Campeón de WWE y segunda salida (2018–2020)
En septiembre, Lesnar hizo su regreso en el evento Hell in a Cell, pateando la puerta de la celda antes de atacar tanto a Roman Reigns como a Braun Strowman durante un Hell in a Cell Match por el Campeonato Universal de la WWE, haciendo que el combate terminara sin resultado. La noche siguiente en Raw, el gerente general interino, Baron Corbin, anunció que Lesnar se enfrentaría a Reigns y Strowman en un Triple Threat Match por el Campeonato Universal de la WWE el 2 de noviembre en el evento Crown Jewel desde Riad, Arabia Saudita. El 22 de octubre, el combate se convirtió en una lucha individual contra Strowman por el vacante Campeonato Universal de la WWE después de que Reigns se viera obligado a abandonar el título debido a una recaída de leucemia. En el evento, Lesnar derrotó a Strowman en tres minutos para ganar por segunda vez el Campeonato Universal de la WWE, gracias a un ataque previo al combate de Baron Corbin. Después de su victoria por el título, se anunció que Lesnar se enfrentaría al Campeón de la WWE AJ Styles en Survivor Series por segundo año consecutivo. Sin embargo, cinco noches antes de Survivor Series, Styles perdió su título ante Daniel Bryan en el episodio del 13 de noviembre de SmackDown, lo que significó que Lesnar se enfrentaría a Bryan en Survivor Series. En el evento, Lesnar derrotó a Bryan en el evento principal.
La primera defensa del Campeonato Universal de la WWE de Lesnar tuvo lugar en Royal Rumble, donde retuvo el título ante Finn Bálor por rendición. Originalmente, Braun Strowman era el retador al campeonato (quien ganó una oportunidad titular al derrotar a Baron Corbin en TLC: Tables, Ladders & Chairs en diciembre), pero fue sacado del combate por Vince McMahon tras atacar su limusina en el episodio del 14 de enero de Raw. La noche siguiente en Raw, Lesnar atacó al ganador del Royal Rumble Match, Seth Rollins, estableciendo así una lucha por el título para WrestleMania 35. En el evento, Lesnar fue derrotado por Rollins luego de recibir tres Curb Stomp consecutivos, terminando su reinado como Campeón Universal de la WWE a los 156 días.
El 19 de mayo en Money in the Bank, Lesnar fue el reemplazo no anunciado de Sami Zayn en el Money in the Bank Ladder match. Antes del combate, Zayn había sido atacado tras bastidores. Más tarde, el combate comenzó con solo siete de los ocho participantes programados. En el clímax del combate, Lesnar apareció sin previo aviso, sacó a Ali, quien estaba en la cima de una escalera, y luego ganó el contrato de Money in the Bank, otorgándole una lucha por el Campeonato Universal de la WWE o por el Campeonato de la WWE en cualquier momento de su elección dentro del siguiente año. Después de burlarse de cobrar el contrato contra el Campeón Universal Seth Rollins y el Campeón de la WWE Kofi Kingston, y de fracasar en un intento de cobrar el maletín contra Rollins en Super Show-Down, Lesnar cobró el contrato para ganar el Campeonato Universal de Rollins el 14 de julio en Extreme Rules, justo después de que Rollins y la Campeona Femenina de Raw Becky Lynch habían retenido sus respectivos títulos ante Baron Corbin y Lacey Evans en un Last Chance Winner Takes All Mixed tag team Extreme Rules match. Esto convirtió a Lesnar en el primer luchador en ganar el Campeonato Universal al cobrar exitosamente el contrato de Money in the Bank, además de convertirse en un récord de tres veces Campeón Universal de la WWE. Luego de eso, Rollins ganó una revancha titular contra Lesnar para el 11 de agosto en SummerSlam. En el evento, Lesnar perdió el título ante Rollins, terminando así su tercer reinado del título a los 28 días.
El 17 de septiembre, Lesnar regresó a SmackDown después de tres años de ausencia en ese programa, desafiando a Kofi Kingston a un combate por el Campeonato de la WWE el 4 de octubre en el primer episodio de SmackDown en Fox, lo cual Kingston aceptó antes de recibir un F-5 por parte de Lesnar. El 30 de septiembre en la premier de temporada de Raw, Lesnar interrumpió a Rey Mysterio y luego lo atacó con tres F-5, antes de atacar también a su hijo Dominic. El  4 de octubre en la premier de temporada de SmackDown, Lesnar derrotó a Kingston en 10 segundos después de aplicarle un F-5 para ganar su quinto Campeonato de la WWE. Ese fue el primer combate de Lesnar en un show semanal de la WWE desde 2004. Después de su victoria, Lesnar fue atacado por su antiguo oponente de la UFC, Caín Velásquez, quien hacía su debut en la WWE acompañado por Mysterio. El 11 de octubre, en una conferencia de prensa, Triple H anunció que Lesnar se enfrentaría a Velásquez en una lucha por el Campeonato de la WWE en Crown Jewel. El 14 de octubre, debido al Draft, Lesnar fue traspasado a la marca SmackDown junto con el Campeonato de la WWE. En Crown Jewel, Lesnar derrotó a Velásquez en dos minutos por rendición después de un Kimura Lock para retener el Campeonato de la WWE. Después del combate, Lesnar atacó a este último, infligiéndole varios golpes seguidos de un F-5. Sin embargo, Lesnar fue atacado por Rey Mysterio después de eso. En el episodio del 1 de noviembre de SmackDown, Heyman anunció que él y Lesnar dejarían SmackDown para unirse a Raw para "cazar" a Rey Mysterio, llevándose Lesnar el Campeonato de la WWE consigo. En el siguiente episodio de Raw, Lesnar procedió a atacar a los miembros de la producción en busca de Mysterio, incluido el comentarista Dio Maddin, quien había defendido a su compañero comentarista y miembro del Salón de la Fama de la WWE, Jerry Lawler, después de ser amenazado por Heyman. Después de que Lesnar le aplicó un F-5 a Maddin a través de la mesa de comentaristas, Mysterio apareció y atacó a Lesnar con una tubería de acero y luego desafío a Lesnar a una lucha por el Campeonato de la WWE en Survivor Series, la cual se hizo oficial. En el episodio del 18 de noviembre de Raw, Heyman sugirió que el combate fuera un No Holds Barred match, lo cual Mysterio aceptó. En el evento, Lesnar derrotó a Mysterio a pesar de una interferencia de Dominik para retener el título.

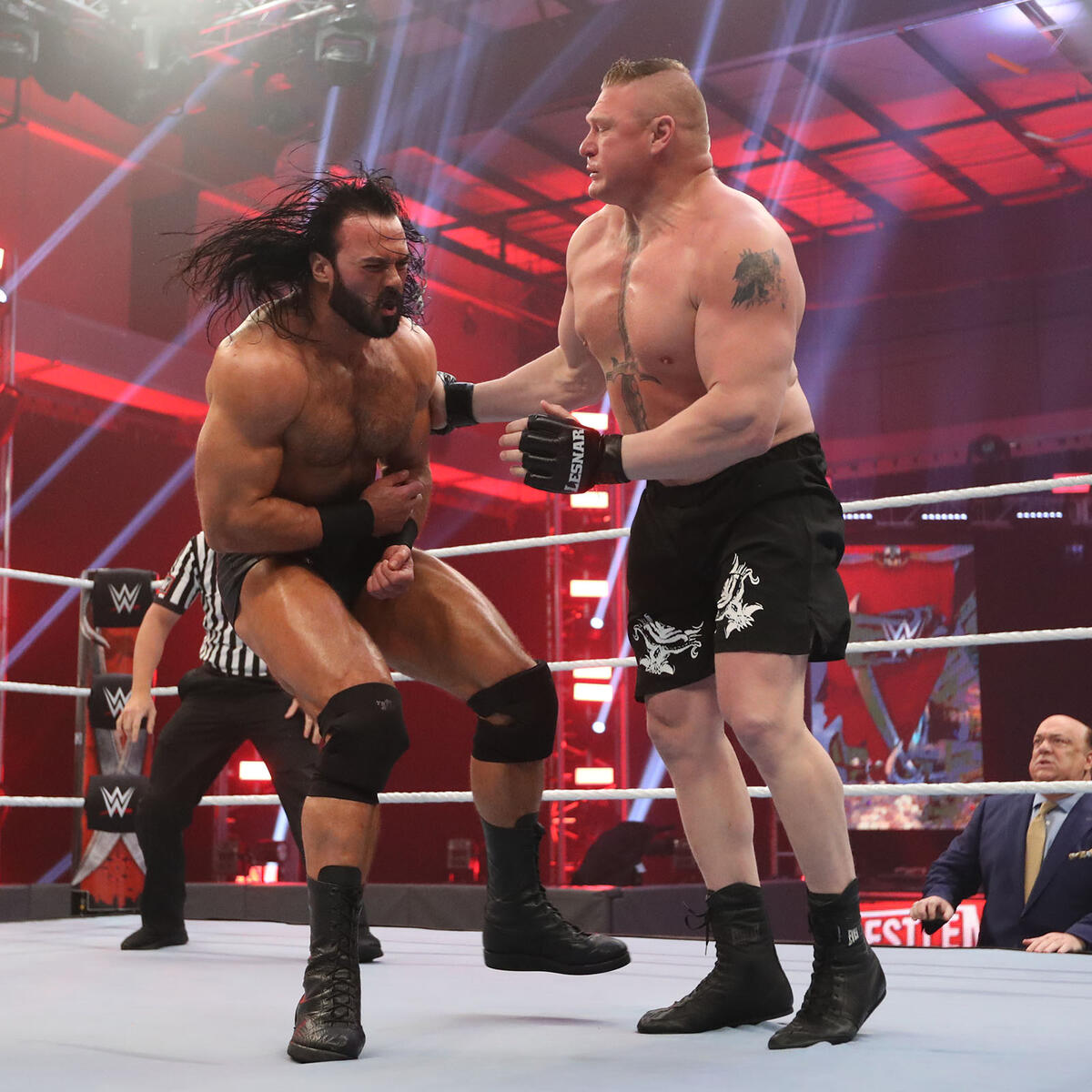
Lesnar enfrentándose con Drew Mcintyre en un combate estelar en la Wrestlemania 36.

A principios de año, Lesnar regresó en compañía de Paul Heyman el 6 de enero, donde afirmaron que nadie de los luchadores de las marcas Raw y SmackDown se merecían una oportunidad para enfrentarse por su WWE Championship. Debido a esto, anunció su participación en el Royal Rumble Match como el #1 en Royal Rumble. En el evento principal del PPV, Lesnar eliminó a 13 participantes (entre ellos, su excompañero de equipo de la antigua OVW, Shelton Benjamín) donde se convirtió en el segundo luchador que estableció el mismo número de eliminaciones después de Braun Strowman con 13, pero fue eliminado por el eventual ganador Drew McIntyre, debido a un golpe bajo por cortesía de Ricochet. En el Raw posterior del evento, Lesnar sorpresivamente le aplicó un F-5 a McIntyre al final de un combate, aceptando esto como un desafío de defender el campeonato de la WWE contra el escocés en WrestleMania 36 y empezando un feudo entre ambos.
A mediados de febrero, Lesnar tuvo una defensa ante Ricochet (quien ganó una oportunidad titular tras derrotar a Seth Rollins y a Bobby Lashley en una Triple Threat Match) en Super-Show-Down, en donde lo derrotó en tan solo un minuto para retener el título tras cubrirle con un F-5, lo que dio como resultado que se mantuviera como el campeón defensor ante McIntyre. En el episodio de Raw del 2 de marzo, Lesnar fue confrontado y humillado por McIntyre, quien debido a sus intenciones de enfrentarse por su WWE Championship, lo atacó con 3 Claymores Kick (donde Lesnar rompió el personaje y le indicó a McIntyre que alzara su título como una señal de advertencia). Como su combate por el campeonato se convirtió en el evento estelar, pasaría a la noche 2 del evento (esto por motivos de seguridad debido a la pandemia del COVID-19). Su rivalidad con McIntyre terminó en la noche 2 de WrestleMania 36, donde fue derrotado por él en 5 minutos tras recibir 4 Claymores Kick, perdiendo el título y terminando con su quinto reinado a los 182 días.
Después de no aparecer durante los siguientes meses, se confirmó a finales de agosto que Lesnar es un agente libre, lo cual le da la posibilidad de firmar con otras promociones de lucha libre profesional.

### Segundo regreso a la WWE (2021-presente)

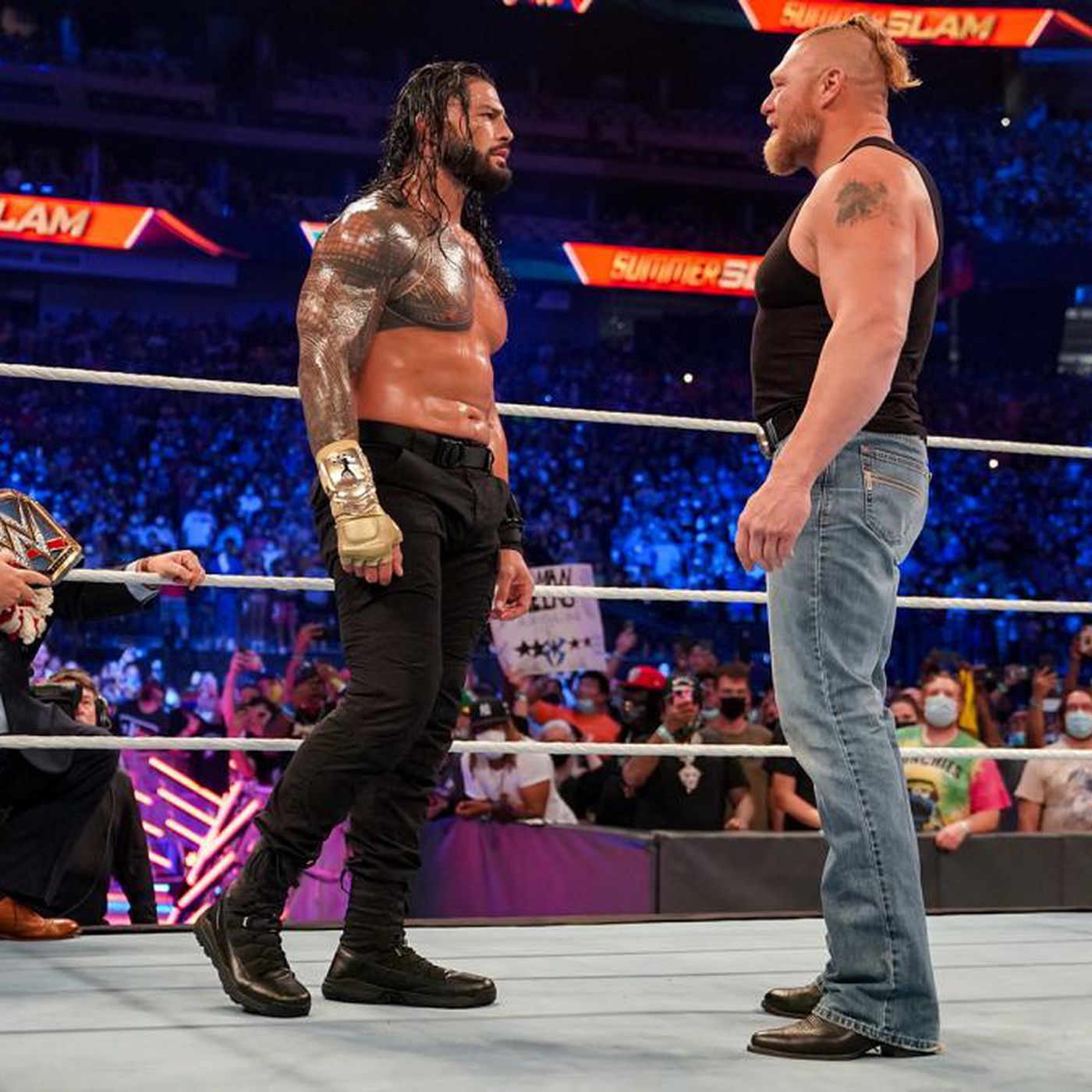
Brock Lesnar regresa y se enfrenta con Roman Reigns el 21 de agosto de 2021.

#### Nuevo personaje y rivalidad con Roman Reigns (2021–2022)
Después de estar un año sin aparecer, en SummerSlam, Lesnar hizo su primera aparición en la WWE en más de un año para encarar a Roman Reigns tras la victoria de este sobre John Cena para retener el Campeonato Universal de la WWE, habiéndose dejado crecer la barba y teniendo una trenza corta de su cabello. Después de que el PPV saliera del aire, Lesnar aplicó múltiples suplexes y un F-5 a Cena; pese a ello fue bien recibido por el público, marcando un cambio a face por primera vez desde 2015. En el episodio del 10 de septiembre de SmackDown, Lesnar encaro a Reigns luego de que alegara que Paul Heyman, quien se había aliado con Reigns en agosto de 2020, sabía algo al respecto. Procedió a desafiar a Reigns por un combate por el Campeonato Universal, pero fue atacado por Reigns y The Usos (Jey Uso & Jimmy Uso). En el episodio del 1 de octubre de SmackDown, nuevamente se enfrentó con Reigns y The Usos, en el que finalmente se programó un combate por el Campeonato Universal de la WWE entre Lesnar y Reigns para Crown Jewel; antes de eso, Lesnar fue considerado agente libre por el Draft, lo que le permitió aparecer en Raw o SmackDown cuando quisiera.
En Crown Jewel, Lesnar perdió ante Reigns después de la interferencia de The Usos. En el siguiente episodio de SmackDown, comenzó una pelea con Reigns, además de agredir a personal, lo que resultó en una suspensión indefinida por parte de Adam Pearce, a quien Lesnar atacó después. El 27 de octubre, fue reclutado oficialmente para la marca SmackDown, a pesar de estar suspendido indefinidamente y fue multado con $1'000,000 por Pearce por sus acciones.
En el episodio del 26 de noviembre, se anunció que la suspensión de Lesnar terminó oficialmente y se presentaría para el episodio del 3 de diciembre. Después de un mes por permanecer suspendido, en el episodio del 3 de diciembre, Lesnar hizo su regreso y habló que durante su suspensión, dedicó ese tiempo para sus actividades de caza y estar con su familia, además que se enfrentaría ante Reigns por el título, pero fue interrumpido por Sami Zayn, quien había ganado una oportunidad al Campeonato Universal y tras esto, Lesnar lo incitó para enfrentar a Reigns esa misma noche. Sin embargo, Lesnar lo atacó antes de la lucha programada, la cual Reigns ganaría en menos de 10 segundos. Después se anunció que Lesnar se enfrentaría ante Reigns en Day 1, que se hizo oficial. En el episodio del 10 de diciembre, Lesnar interrumpió a Zayn y le cuestionó si era canadiense como él, pero como Zayn no supo que responderle, Lesnar lo volvió a atacar y a los enfermeros que lo estaban acompañando. En el episodio del 17 de diciembre, Lesnar salvó a su ex-manáger, Paul Heyman, de un ataque de The Bloodline (Roman Reigns, Jey & Jimmy Uso), después de que Heyman confesara a Reigns que lo estaba protegiendo de su antiguo cliente, y procedió a atacar tanto a Reigns como a The Usos. Tras esto, Lesnar se volvió a aliar con su manáger.
Lesnar comenzó en 2022 con el pie derecho, pues derrotaría a Big E, Seth Rollins, Kevin Owens y Bobby Lashley en Day 1 y así ganar el Campeonato de la WWE por sexta ocasión. Aunque cabe destacar que ni siquiera estaba anunciado en la lucha ya que se suponía que enfrentaba a Roman Reigns por el Campeonato Universal de la WWE en ese mismo evento, pero Reigns dio positivo por COVID-19, y tras esto, la lucha por el campeonato fue cancelada. Dos noches después, Lesnar anunció que el ganador de un Fatal 4-Way Match sería el retador de su campeonato en Royal Rumble. Tras esto, Lesnar comenzó un pequeño feudo con Lashley (quien derrotó a Big E, Owens y Rollins para ganar la oportunidad titular a su campeonato), a quien no se había enfrentado en un combate individual desde hace mucho tiempo. En las semanas siguientes, Lesnar humilló a Lashley por dos razones: una porque no conocía realmente a Lashley y otra porque en una prueba de fuerza pesaba más libras que él. Sin embargo, en Royal Rumble, Lesnar perdió el campeonato ante Lashley tras una polémica interferencia de Reigns, de quien Paul Heyman volvería a aliarse, traicionándolo en el proceso. No obstante en esa misma noche, ganó por segunda vez en su carrera el Royal Rumble Match eliminando finalmente a Drew McIntyre. Tras esto, Lesnar estableció dos récords: se convirtió en el cuarto luchador después de The Undertaker, John Cena y Triple H en ganar dicho Royal Rumble con la entrada #30 y el luchador que menos tiempo le tomó para ganar el combate (2 minutos y 30 segundos), superando el récord que poseía Edge (7 minutos y 20 segundos) cuando este ganó el Rumble en 2010.
En el siguiente Raw, Lesnar eligió a Reigns como oponente para WrestleMania 38 por el Campeonato Universal, aunque declaró que también iría por el Campeonato de la WWE y de paso, asegurar el Champion vs. Champion Match ante Reigns que se venía rumoreando meses atrás con ambos títulos mundiales en juego. Más tarde, Adam Pearce programó que el título se defendería en Elimination Chamber. En el evento, Lesnar finalmente capturó el título tras eliminar a cuatro de sus oponentes (Rollins, AJ Styles, Riddle y Austin Theory), pero Lashley fue sacado de la lucha tras sufrir los efectos de una conmoción cerebral y fue incapaz de defender el título), convirtiéndose en el primer hombre en ganar tanto el Royal Rumble Match y la Elimination Chamber Match en el mismo año, además de que esto convirtió a Lesnar en ser el único luchador en ganar el campeonato por séptima ocasión. Dos noches después, se anunció que Lesnar haría una aparición en SmackDown para la firma de contrato entre él y Reigns. En dicho episodio, Lesnar hizo de la lucha un Winner Takes All Match, donde el ganador se llevará ambos títulos pero esto significaría un combate de unificación por los dos campeonatos mundiales. Después de la firma de contrato, Lesnar atacó a todos los guardias de seguridad que habían sido contratados por Reigns para atacarlo, pero fue infructuoso para este último.
En marzo, Lesnar fue programado para defender el título ante Bobby Lashley en un evento en vivo desde el Madison Square Garden, pero Lashley (quien venía cargando una lesión desde enero) no se pudo presentar y fue reemplazado por Austin Theory, a quien derrotó sin ningún problema. Después de la lucha, Lesnar fue atacado brutalmente por Reigns y sus primos, semanas antes de su enfrentamiento en WrestleMania 38, pero consiguió resistir el ataque. Después de una serie de ataques que Lesnar hizo en las siguientes semanas a Reigns, quien prometía que Lesnar lo reconocerá de una vez por todas como el jefe tribal, en WrestleMania 38, Lesnar finalmente perdió el campeonato a manos de Reigns en donde el Campeonato Universal de él estaba en juego, unificando este ambas preseas mundiales y se convirtió en el campeón indiscutido de Campeonato Universal Indiscutible de la WWE.
Después de una ausencia de dos meses, Lesnar hizo su regreso en el episodio del 17 de junio y confrontó al Campeón Universal Indiscutible Roman Reigns (quien también estaba haciendo su regreso) para ofrecerle un apretón de manos, pero atacó con un F-5 a él y a sus primos, reanudando su rivalidad en el proceso. Según los medios, la WWE decidió traer a Lesnar como "Plan B" para enfrentarse ante Reigns en SummerSlam (esto debido a que Randy Orton, quien originalmente estaba programado para enfrentarse ante Reigns en ese evento, no estuviera en condiciones para competir tras una lesión de espalda que requerirá cirugía y dado de baja durante todo el resto del año), haciendo del combate un Last Man Standing Match, que se hizo oficial. En el evento, después de un arduo combate, Lesnar cayó nuevamente ante Reigns luego de que este le atacara con uno de los títulos y de paso, colocarlo bajo los pedazos de la mesa de comentaristas para evitar romper la cuenta de 10 del árbitro. La actuación de Lesnar durante la contienda fue muy alabada por la crítica, ya que además de batallar con Reigns, estuvo en desventaja la mayor parte del mismo por las interferencias de The Usos (Jimmy & Jey), Paul Heyman y Theory (quien intentaba cobrar su maletín de Money in the Bank) atacando a estos dos últimos con un F-5 e incluso poder levantar parte del ring con un tractor.

#### Varios feudos y escándalo laboral (2022–presente)
En el episodio del 10 de octubre de Raw, Lesnar hizo un regreso sorpresa atacando al entonces campeón de los Estados Unidos Bobby Lashley y lesionándole el hombro antes de su defensa del título programada contra Seth Rollins, quien logró convertirse en nuevo campeón. Tras ello, ambos luchadores reanudaron su enemistad. El 5 de noviembre en el evento Crown Jewel, derrotó a Lashley tras revertir un Hurt Lock a un Roll-up, algo poco usual en Lesnar.
Lesnar reapareció tras meses de ausencia el 23 de enero de 2023 durante el episodio especial Raw is XXX interfiriendo en el combate de Bobby Lashley y Austin Theory por el Campeonato de los Estados Unidos, costándole la victoria a Lashley al aplicarle un F-5 a él y otro más a Theory sobre su cuerpo para retener el título. Cinco días después en Royal Rumble, Lesnar fue uno de los 30 participantes que compitieron en el Royal Rumble match masculino entrando como el #12, sacando del combate a Chad Gable, Santos Escobar y Angelo Dawkins antes de ser eliminado por Lashley. Un tercer combate entre ambos se llevó a cabo en Elimination Chamber, donde se descalificó intencionalmente por propinarle un Low Blow a Lashley y después agredir al árbitro. En el episodio del 20 de febrero de Raw, fue desafiado por Omos y su mánager MVP a un combate en WrestleMania 39 entre él y Omos. La semana siguiente, Lesnar apareció en el segmento "VIP Longue" confrontando a MVP; aceptó el reto de Omos antes de proceder atacar a MVP con un F-5. En WrestleMania, se llevó una victoria rápida sobre Omos, la primera en el evento desde 2018.
En el episodio del 3 de abril de 2023 de Raw, Triple H presentó al Campeón Universal Indiscutible de la WWE Roman Reigns, acompañado por Paul Heyman y Solo Sikoa. Inmediatamente, Cody Rhodes interrumpiría a Reigns para declarar una revancha, pero este se negó. Rhodes luego pidió una lucha de equipos entre él y un compañero sorpresa frente a Reigns y Sikoa; el primero aceptaría bajo la condición de que su compañero fuese alguien que no podía enfrentarlo por sus títulos mundiales mientras fuese el campeón. Fue allí cuando Lesnar apareció, ya que debía cumplir con dicha condición por su derrota en SummerSlam del año pasado. Sin embargo, este combate nunca sucedió debido a que Lesnar atacó a Rhodes antes de sonar la campana, convirtiéndose en un heel por primera vez desde 2020. La semana siguiente, Rhodes desafió a Lesnar a un combate en Backlash en Puerto Rico, que fue oficializado por Adam Pearce. En el citado evento, fue derrotado por Rhodes. Luego de ello, Lesnar ganó en la revancha de Night of Champions vía sumisión después de que le rompiera el brazo a Rhodes. Al quedar empatados, se pactó un tercer combate para SummerSlam, combate que perdería al recibir tres Cross Rhodes consecutivos. Sin embargo, después de la lucha Lesnar y Rhodes se dieron la mano como muestra de respeto cambiando de nuevo a face.
Según varios informes, estaba previsto que Lesnar regresara a WWE en el evento Royal Rumble 2024 como participante del Royal Rumble match, y estaba pactado que Dominik Mysterio lo habría eliminado como parte de la preparación para un combate entre ambos en Elimination Chamber. Sin embargo, Janel Grant, una ex empleada de la sede global de WWE presentó una demanda unos días antes de Royal Rumble. Grant alegó que el cofundador de WWE, Vince McMahon, la había obligado a tener una relación sexual y, junto con el ejecutivo de WWE John Laurinaitis y un luchador que no se reveló su identidad "que también fue un ex peleador de UFC", la traficaron sexualmente y agredieron repetidamente en 2020 y 2021. The Wall Street Journal reveló más adelante que Lesnar era ese luchador. Como resultado de la demanda, Lesnar fue retirado del Royal Rumble y reemplazado por Bron Breakker. Más tarde se informó que fue eliminado de los planes creativos de WWE antes de su evento WrestleMania XL, a pesar de que originalmente se planeó tener un combate contra el Campeón Intercontinental Gunther en el evento. En febrero, fue eliminado del videojuego WWE SuperCard. Lesnar también sería eliminado de la portada de la edición "40 Years of WrestleMania" de WWE 2K24, así como de la lista jugable, siendo solo accesible a través del modo Showcase del juego, y del vídeo de introducción de la programación semanal de la WWE, con LA Knight reemplazándolo.

#### Regreso en SummerSlam 2025
Después de dos años de ausencia, Brock Lesnar haría su regreso a un ring de WWE en la segunda noche de SummerSlam atacando de manera inesperada a John Cena comenzando así una nueva rivalidad. [cita requerida]

## Carrera en el fútbol americano profesional
Al finalizar su infame encuentro con Goldberg en WrestleMania XX, Lesnar hizo a un lado su carrera no solo en WWE, sino que también de la lucha libre profesional en general para intentar jugar fútbol americano en la National Football League. Esta decisión molestó a mucha gente dentro de la WWE, ya que en esa compañía sintieron que habían hecho una fuerte inversión en Lesnar. La WWE confirmó la salida de Lesnar en su página oficial, WWE.com, con la siguiente declaración:

Brock Lesnar ha tomado la decisión personal de poner en espera su carrera en la WWE para prepararse e intentar llegar a la National Football League en esta temporada. Brock ha pasado toda su carrera como luchador en la WWE y estamos orgullosos de todos sus logros y le deseamos lo mejor en su nueva aventura.

Tiempo después, Lesnar declaró a un programa de radio de Minnesota que había tenido tres años maravillosos en la WWE, pero que había crecido sin ser feliz y que siempre había deseado jugar a fútbol americano a nivel profesional, agregando que no deseaba llegar a los 40 años y preguntarse si habría logrado llegar a jugar. En una entrevista acerca de la NFL, Lesnar declaró lo siguiente:

Esto no es mentira; no es una acrobacia de la WWE. Hablo en serio... No le temo a nada, y no le temo a nadie. Siempre he sido el más débil en atletismo desde que tenía 5 años. Nunca tuve ofertas universitarias para lucha. Ahora dicen que no puedo jugar fútbol americano, eso es una broma. Yo digo que si puedo. Soy tan buen atleta como muchos en la NFL, tal vez soy mejor que ellos... Pero era fuerte, tenía una gran condición fisica, y era un cabeza dura. Nadie podía quebrarme. Mientras tenga eso, no me importa lo que los demás piensen.

Lesnar firmó para los Minnesota Vikings, jugando como defensive tackle, donde creó controversia en algunos partidos en los que participó, al comenzar pequeños altercados, al grado de que recibió una gran cantidad de abucheos de los aficionados de los Kansas City Chiefs al capturar al quarterback Damon Huard. Huard recibió un golpe de consideración y tuvo que salir del partido por varias jugadas para recuperarse del golpe. Después de jugar en la pretemporada, Lesnar fue cortado casi al comienzo de la temporada oficial. Finalmente declinó una invitación para jugar como representante de los Vikings en la NFL Europa porque deseaba estar cerca de su hogar.

## Carrera en artes marciales mixtas

### K-1 (2007)
Brock Lesnar estuvo en la Escuela de Artes Marciales Mixtas (Mixed Martial Arts) desde el 28 de abril de 2006, en la cual obtuvo una victoria frente a Choi Hong-man, en Corea del Sur.
Lesnar debutó contra Kim Min-Soo ganándole en el primer asalto, después de lanzarse sobre él y acabarlo por K.O. técnico ya que el surcoreano no podía defenderse, empezando su récord con una victoria.

### Ultimate Fighting Championship (2008–2011, 2016, 2018)
Durante el evento UFC 77, se anunció que Brock Lesnar había llegado a un acuerdo para competir con Ultimate Fighting Championship (UFC). El 2 de febrero de 2008 en UFC 81, Lesnar hizo su debut en la UFC contra el ex Campeón de Peso Pesado Frank Mir. Durante los primeros minutos, Lesnar consiguió dominar el combate pero Mir consiguió aplicarle un kneebar con el que consiguió la victoria.
En UFC 82 se anunció que el ex Campeón de Peso Pesado y Salón de la Fama de UFC Mark Coleman se enfrentaría a Lesnar en el evento UFC 87. Sin embargo, Coleman se vio obligado a retirarse debido a una lesión producida en un entrenamiento, por lo que el oponente de Lesnar fue cambiado a Heath Herring, quien fue derrotado por Lesnar por decisión unánime.
En UFC 91, Lesnar venció a Randy Couture en el segundo asalto por nocaut técnico para proclamarse Campeón de Peso Pesado de UFC. Lesnar se enfrentó a Frank Mir el 11 de julio de 2009 en UFC 100. Lesnar ganó la pelea por nocaut técnico en la segunda ronda, defendiendo así el campeonato. Poco después de esa exitosa defensa del título, Lesnar fue marginado debido a una diverticulitis.
El 3 de julio de 2010, Lesnar se enfrentó a Shane Carwin en UFC 116. Lesnar ganó la pelea por sumisión en la segunda ronda pesé a haber sido dominado en la primera. Tras el evento, Lesnar obtuvo el premio a la Sumisión de la Noche.
Lesnar se enfrentó a Caín Velásquez en UFC 121. Lesnar perdió la pelea por nocaut técnico en la primera ronda, perdiendo así el campeonato. Al final de la pelea, cuando iba camino al camerino, se cruzó miradas con Mark Callaway (conocido como The Undertaker), quien le pregunto «¿quieres hacerlo?», insinuando que Lesnar regresaría pronto a la WWE, aunque explicó que esto era por motivos personales.
En 2011, estuvo fuera una vez más debido a la diverticulitis y fue sometido a cirugía.
Lesnar se enfrentó a Alistair Overeem el 30 de diciembre de 2011 en UFC 141. Lesnar perdió la pelea por nocaut técnico en la primera ronda. Tras la pelea, Lesnar anunció su retiro: «Esta noche es la última vez que me verán en el octágono». Aunque Brock Lesnar se había retirado de las Artes Marciales Mixtas, se presenta en WWE con un atuendo estilo MMA.
Lesnar fue un éxito de taquilla en UFC. Tomó parte en algunos de los eventos más vendidos en la historia de la organización, incluyendo el coevento principal de UFC 100, el evento más alto en ventas en la historia. Debido a bonificaciones por eventos y monederos por luchas, Lesnar se convirtió en el luchador de la UFC mejor pagado en 2010 y estuvo en la lista de los atletas mejor pagados en 30 deportes de ESPN.

### Regreso a UFC
El 4 de junio de 2016, durante el evento UFC 199 se anunció que Lesnar regresaría al octágono en UFC 200 tras días de negociaciones, su oponente fue Mark Hunt, quien fue anunciado en las semanas siguientes. En dicho evento, Lesnar venció a Hunt por decisión, poco después USADA reportó que Lesnar había fallado dos test antidopaje, primeramente, fue suspendido por un año y el combate ante Hunt fue declarado sin resultado, finalmente el 10 de febrero de 2017, fue despedido de UFC.
En UFC 226, Lesnar estuvo presente durante la pelea entre Daniel Cormier y Stipe Miocic. Después de la victoria de Cormier, este retó a Lesnar a una lucha en el octágono. Lesnar ingresó y empujó a Cormier como señal de que acepta su reto a pesar de que todavía posee una suspensión de USADA.
En marzo de 2022 confirmó que permanecería retirado ante la propuesta de volver a UFC para pelear contra Jon Jones o de firmar con Bellator para competir frente a Fedor Emelianenko.

### Récord en artes marciales mixtas
| Récord profesional | Récord profesional | Récord profesional |
| 9 peleas           | 5 victorias        | 3 derrotas         |
| ------------------ | ------------------ | ------------------ |
| Nocaut             | 2                  | 2                  |
| Sumisión           | 2                  | 1                  |
| Decisión           | 1                  | 0                  |
| Sin resultado      | 1                  | 1                  |

| Resultado     | Récord  | Oponente         | Método                          | Evento         | Fecha                   | Ronda | Tiempo | Localización            | Notas                                                                                            |
| ------------- | ------- | ---------------- | ------------------------------- | -------------- | ----------------------- | ----- | ------ | ----------------------- | ------------------------------------------------------------------------------------------------ |
| Sin resultado | 5–3 (1) | Mark Hunt        | Sin resultado                   | UFC 200        | 9 de julio de 2016      | 3     | 5:00   | Las Vegas, Nevada       | Originalmente victoria por decisión unánime; resultado cambiado tras dar positivo por clomifeno. |
| Derrota       | 5–3     | Alistair Overeem | TKO (patada al cuerpo y golpes) | UFC 141        | 30 de diciembre de 2011 | 1     | 2:26   | Las Vegas, Nevada       | Anunció su retiro después de la pelea debido a la diverticulitis.                                |
| Derrota       | 5–2     | Caín Velásquez   | TKO (golpes)                    | UFC 121        | 23 de octubre de 2010   | 1     | 4:12   | Anaheim, California     | Perdió el Campeonato de Peso Pesado de UFC.                                                      |
| Victoria      | 5–1     | Shane Carwin     | Sumisión (arm-triangle choke)   | UFC 116        | 3 de julio de 2010      | 2     | 2:19   | Las Vegas, Nevada       | Defendió y unificó el Campeonato de Peso Pesado de UFC; Sumisión de la Noche.                    |
| Victoria      | 4–1     | Frank Mir        | KO (golpes)                     | UFC 100        | 11 de julio de 2009     | 2     | 1:48   | Las Vegas, Nevada       | Defendió y unificó el Campeonato de Peso Pesado de UFC.                                          |
| Victoria      | 3–1     | Randy Couture    | TKO (golpes)                    | UFC 91         | 15 de noviembre de 2008 | 2     | 3:07   | Las Vegas, Nevada       | Ganó el Campeonato de Peso Pesado de UFC.                                                        |
| Victoria      | 2–1     | Heath Herring    | Decisión (unánime)              | UFC 87         | 9 de agosto de 2008     | 3     | 5:00   | Minneapolis, Minnesota  |                                                                                                  |
| Derrota       | 1–1     | Frank Mir        | Sumisión (kneebar)              | UFC 81         | 2 de febrero de 2008    | 1     | 1:30   | Las Vegas, Nevada       | Debut en la UFC.                                                                                 |
| Victoria      | 1–0     | Kim Min-soo      | Sumisión (golpes)               | Dynamite!! USA | 2 de junio de 2007      | 1     | 1:09   | Los Angeles, California |                                                                                                  |

## Vida personal
Lesnar se casó con su compañera de la WWE Rena Greek, más conocida como Sable, el 6 de mayo de 2006. Residen en una granja en Maryfield, Saskatchewan, habiendo vivido previamente en Maple Plain, Minnesota. Juntos tienen dos hijos llamados Turk (nacido en 2009) y Duke (nacido en 2010). Con su ex prometida, Nicole McClain, Lesnar también tiene gemelos que nacieron en 2002: una hija llamada Mya Lynn y un hijo llamado Luke, que juega al hockey sobre hielo. También es el padrastro de la hija de Greek, con su primer marido.
Lesnar es un individuo intensamente privado que ha expresado su desdén por los medios de comunicación; rara vez participa en entrevistas y evita preguntas relacionadas con su vida privada. Es partidario del Partido Republicano y miembro de la Asociación Nacional del Rifle, haciendo una aparición en la reunión anual de la NRA en mayo de 2011 para discutir su pasión por la caza y su papel como portavoz de la empresa Fusion Ammunition. 
Es fanático de los Winnipeg Jets y sus tres hijos juegan hockey sobre hielo.

## Otros medios
Lesnar ha aparecido en los siguientes videojuegos: WWE SmackDown! Shut Your Mouth, WWE Crush Hour, WWE Raw 2: Ruthless Agression, WWE WrestleMania XIX, WWE SmackDown! Here Comes The Pain, WWE SmackDown! vs. Raw, WWE '13, WWE 2K14, WWE 2K15, WWE 2K16, WWE 2K17, WWE 2K18, WWE 2K19, WWE 2K20, WWE 2K22 y WWE 2K23 como luchador profesional; UFC 2009 Undisputed, UFC Undisputed 2010, UFC Undisputed 3 yEA Sports UFC como artista marcial mixto; y Madden NFL] como jugador de fútbol americano.

## Problemas legales
En enero de 2001, Lesnar fue arrestado en Louisville, Kentucky por sospecha de posesión de grandes cantidades de sustancias ilegales. Los cargos se retiraron cuando se descubrió que las sustancias eran hormonas legales. Su abogado lo describió como un "tipo de vitamina".
El 15 de diciembre de 2011, Lesnar fue acusado de infracciones de caza en un viaje a Alberta el 19 de noviembre de 2010. Se retiraron dos cargos, pero Lesnar se declaró culpable del cargo de etiquetado inapropiado de un animal. Fue multado con 1 millón de dólares y se le dio una suspensión de caza de seis meses.

### Demanda contra WWE
Lesnar había firmado previamente una cláusula de no competencia con el fin de ser liberado de su contrato con la WWE, que le prohibió trabajar para cualquier otra compañía de entretenimiento deportivo o artes marciales mixtas antes de junio de 2010. Lesnar había previsto dejar la lucha libre por completo, pero su incapacidad para asegurar una carrera en el fútbol americano profesional le llevó a desafiar esta decisión ante los tribunales. WWE respondió exigiendo daños como resultado de Lesnar supuestamente violar el acuerdo por el que aparece en un show de New Japan Pro Wrestling en 2004. En julio de 2005, ambas partes desestimaron sus reclamos y entraron en negociaciones para renovar su relación. WWE le había ofrecido a Lesnar un contrato, pero el 2 de agosto de 2005, el sitio web oficial de la empresa informó que Lesnar se había retirado de cualquier implicación con ellos. La demanda fue ingresada en la liquidación el 21 de septiembre, pero las conversaciones se rompieron.
El 14 de enero de 2006, el juez Christopher Droney declaró que a menos que WWE le diera un buen argumento entre entonces y el 25, fallaría a favor de Lesnar, dándole un juicio sumario. Esto habría permitido a Lesnar trabajar en cualquier lugar, de inmediato. A la WWE le fue luego concedida un aplazamiento. El 24 de abril, se anunció en WWE.com que ambas partes habían llegado a un acuerdo y el 12 de junio, un juez federal desestimó la demanda de Lesnar contra WWE después de que ambas partes solicitaron ser desestimadas el caso.

## Campeonatos y logros

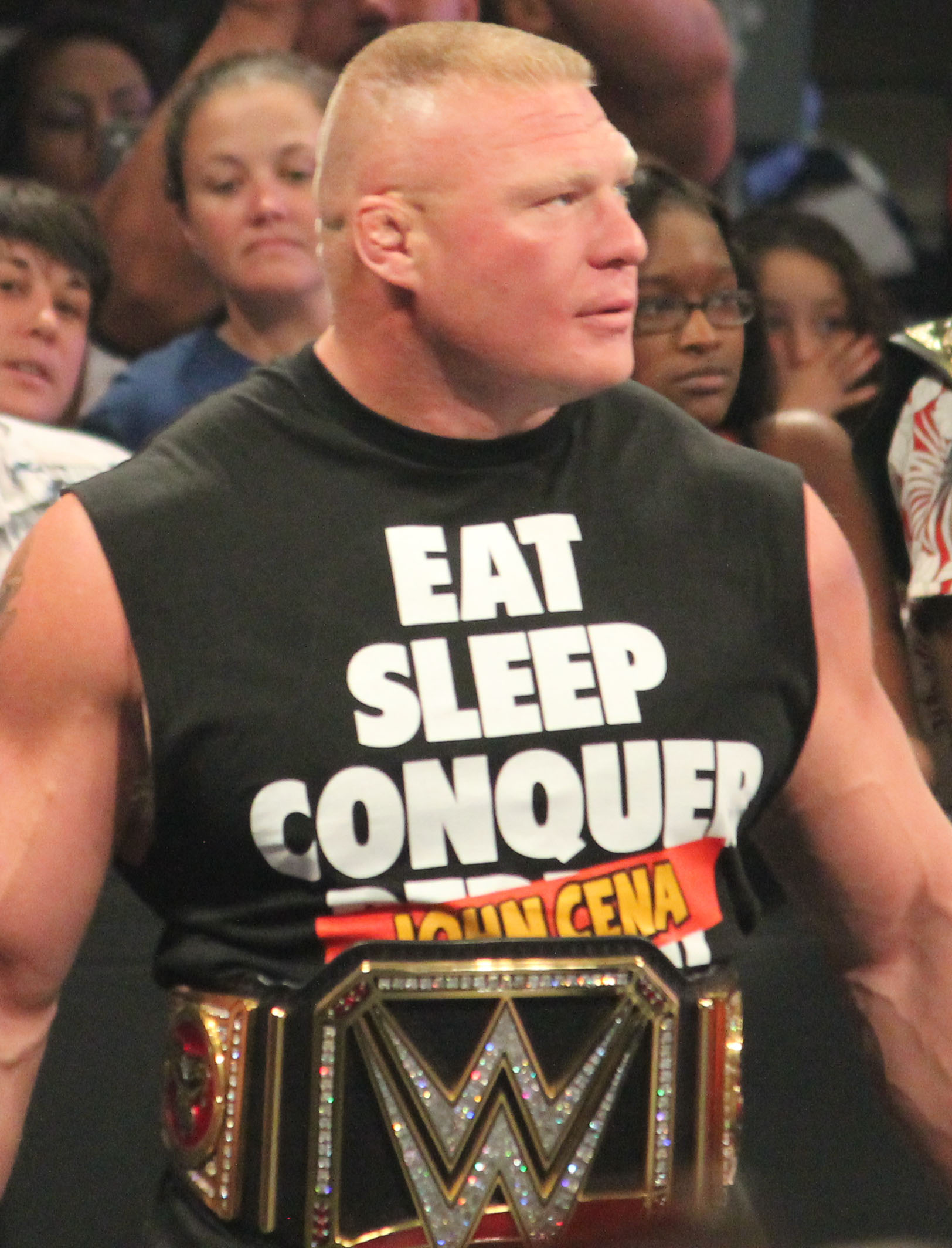
Lesnar es siete veces Campeón de WWE.

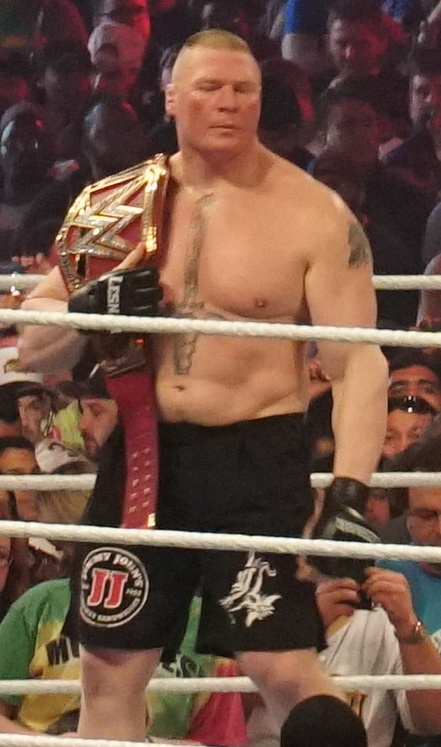
Lesnar posse el récord de tres veces Campeón Universal de WWE; su primer reinado tiene el récord del segundo reinado más largo con 504 días, el cual es el séptimo reinado de un campeonato mundial más largo en la historia de la WWE.

### Artes marciales mixtas
- Ultimate Fighting Championship
  - Campeón de Peso Pesado de UFC (una vez)
  - Sumisión de la Noche (una vez)

- Wrestling Observer Newsletter
  - WON Best Box Office Draw – 2008
  - WON MMA Most Valuable Fighter – 2008
  - Situado en el Nº10 del WON Luchador más valioso para las MMA de la década (2000–2009)[216]

### Lucha amateur
- Big Ten Conference
  - 1999 Big Ten Conference Championship
  - 2000 Big Ten Conference Championship
  - Situado en el #1 de los Pesos Pesados en BTC (2000)

- National Collegiate Athletic Association
  - 2000 NCAA Division Championship

- North Dakota State University's annual Bisson tournament
  - 1997 Heavyweight Championship[217]
  - 1998 Heavyweight Championship
  - 1999 Heavyweight Championship

- National Junior College Athletic Association
  - 1997 NJCAA All–American
  - 1998 NJCAA All–American
  - 1998 Junior College National Championship

### Lucha libre profesional
- Ohio Valley Wrestling/OVW
  - OVW Southern Tag Team Championship (3 veces) - con Shelton Benjamin

- New Japan Pro Wrestling/NJPW
  - IWGP Heavyweight Championship (1 vez)

- World Wrestling Entertainment/WWE
  - WWE Championship[Nota 1] (7 veces)
  - WWE Universal Championship (3 veces – récord)
  - Royal Rumble (2003 y 2022)
  - King of the Ring (2002)
  - Money in the Bank (2019)
  - Elimination Chamber (2022)
  - Rompió la racha invicta de The Undertaker en WrestleMania[218]
  - Slammy Award (5 veces)
    - Hashtag del Año (2015) – #SuplexCity[219]
    - Combate del Año (2015) – vs The Undertaker en Hell in a Cell[219]
    - Rivalidad del Año (2015) – vs The Undertaker[219]
    - "Dime que no acabas de decir eso" Momento del Año (2015) – Coining "Suplex City" en WrestleMania 31[219]
    - El Momento OMG más Chocante del Año (2014) – Termina la racha de victorias en WrestleMania de The Undertaker en WrestleMania XXX[220]

  - WWE Year–End Award (1 vez) 
    - Rivalidad más Caliente (2018) – vs. Roman Reigns[221]

- Pro Wrestling Illustrated
  - Luchador del año (2002)[222]
  - Luchador del año (2014)
  - Lucha del año (2003) vs. Kurt Angle (SmackDown!, 16 de septiembre)
  - Feudo del año (2003) vs. Kurt Angle
  - Feudo del año (2015) vs. The Undertaker
  - Luchador que más ha mejorado del año (2002)
  - Luchador más odiado del año (2018)
  - Situado en el Nº87 en los PWI 500 de 2001[223]
  - Situado en el Nº17 en los PWI 500 de 2002[224]
  - Situado en el Nº1 en los PWI 500 de 2003[225]
  - Situado en el Nº7 en los PWI 500 de 2006[226]
  - Situado en el Nº19 en los PWI 500 de 2016[227]
  - Situado en el N°25 en los PWI 500 de 2017[228]
  - Situado en el Nº4 en los PWI 500 de 2018[229]
  - Situado en el Nº12 en los PWI 500 de 2020[230]

- Wrestling Observer Newsletter
  - WON Luchador que más ha mejorado (2002)
  - WON Mejor brawler (2003)
  - WON Feudo del Año (2003) vs Kurt Angle
  - WON Luchador que más ha mejorado (2003)
  - Situado en el Nº9 del WON Luchador que más dinero genera de la década (2000–2009)[216]
  - Situado en el Nº10 del WON Luchador más carismático de la década (2000–2009)[216]